# Episodi di Slayers

Logo originale della prima serie anime

Lista degli episodi di Slayers, anime di cinque stagioni tratto dall'omonima light novel di genere fantasy scritta da Hajime Kanzaka, trasmesso in Giappone su TV Tokyo; la prima Slayers è andata in onda dal 7 aprile al 29 settembre 1995, la seconda Slayers Next dal 5 aprile al 27 settembre 1996, la terza Slayers Try dal 4 aprile al 26 settembre 1997, la quarta Slayers Revolution dal 2 luglio al 24 settembre 2008 e la quinta Slayers Evolution-R dal 12 gennaio al 6 aprile 2009. In Italia le prime tre stagioni sono state trasmesse con il titolo complessivo Un incantesimo dischiuso tra i petali del tempo per Rina, su Italia 1 dal 13 agosto 1997 al 9 aprile 1998, mentre le ultime due hanno mantenuto il titolo originale e sono state mandate in onda su Hiro, rispettivamente, dal 5 al 17 ottobre 2009 e dal 31 ottobre al 14 novembre 2009.
La prima serie è stata in seguito riproposta in una versione home video dalla Shin Vision col titolo Slayers ed un doppiaggio più fedele all'originale giapponese.
Tra maggio e agosto 2013 Italia 2 ha trasmesso le prime due stagioni (la prima con il primo doppiaggio) con il titolo The Slayers e le restanti (di cui la quarta e la quinta per la prima volta in chiaro) con il titolo originale. Le cinque stagioni sono state rese disponibili anche su Infinity (con scadenza al 30 agosto 2016) nella versione televisiva; sebbene in video fossero uguale, nel menù presentavano il titolo originale accompagnato dal sottotitolo italiano e dal numero progressivo della serie; per le ultime due, inoltre, era possibile scegliere anche la lingua originale.

## Lista episodi

### Slayers
Il primo titolo italiano si riferisce all'edizione Mediaset (a sinistra), mentre il secondo alla versione ridoppiata dalla Shin Vision (a destra). Fanno eccezione gli episodi 3, 5, 8 e 18, dove il secondo titolo è quello impiegato nell'edizione integrale Mediaset mentre il terzo è quello Shin Vision. Gli episodi 19-26 non presentano il titolo Shin Vision in quanto non sono mai stati pubblicati e perciò sono rimasti inediti con il secondo doppiaggio.
| Nº | Titolo italiano (edizione Mediaset / edizione Shin Vision) Giapponese 「Kanji」 - Rōmaji - Traduzione letterale | In onda           | In onda           |
| Nº | Titolo italiano (edizione Mediaset / edizione Shin Vision) Giapponese 「Kanji」 - Rōmaji - Traduzione letterale | Giapponese        | Italiano          |
| 1  | La maga / Angry? Il furioso Drag-Slave di Lina! 「Angry? リナ怒りのドラグスレイブ」 - Angry? Rina ikari no Doragu Sureibu – "Arrabbiato? Il furioso Dragon Slave di Lina" | 7 aprile 1995     | 13 agosto 1997    |
| 1  | Lina Inverse è una giovane maga di 15 anni, che viaggia per il mondo alla ricerca di nuovi incantesimi e ricchezze, attaccando le bande di ladri che incontra e rubando i loro bottini per rivenderli o intascare le ricompense delle taglie. Sul suo cammino un giorno incontra lo spadaccino Gourry Gabriev che erroneamente interviene in suo aiuto quando la credeva una fanciulla indifesa in balia dei banditi, gli ci vorrà un po' per scoprire che in realtà è "una bambina, piatta e dal carattere irascibile e violento". Mentre sono a pranzo il vecchio saggio della città ingaggia Lina per uccidere il Drago Nero che il capo dei banditi aveva allevato fin da piccolo e che sta attaccando la città. Lina mostra per la prima volta, il suo terribile potere con il Dragon Slave. |                   |                   |
| 2  | I vendicatori / Bad! Non mi piacciono gli uomini mummia! 「Bad! ミイラ男は趣味じゃない!」 - Bad! Miira otoko wa shumi ja nai! – "Cattivo! Non mi interessano i ragazzi mummia!" | 14 aprile 1995    | 14 agosto 1997    |
| 2  | Lina cerca di piazzare la refurtiva e qualche altro tesoro in un negozio che vende articoli magici, tra di essi c'è anche un pugnale magico che nasconde un terribile potere: quando lo si sfodera, chi lo ha in mano vede il proprio riflesso sulla lama e viene indotto a compiere violenza ed omicidi. Il negoziante cade sotto il suo influsso, ma sua moglie risolve la situazione. Lina e Gourry cenano in una locanda e vengono attaccati da un branco di Troll comandati da Zolf, ma li mettono facilmente a tappeto. Dopo aver risarcito l'oste per i danni, un oscuro individuo si presenta alla porta della loro camera e chiede che gli sia venduto uno dei tesori. |                   |                   |
| 3  | Lo sconosciuto / Il Monaco Rosso / Crash! Scontro! Il rosso, il bianco, il sospetto! 「Crash! 激突!赤いの白いの怪しいの!」 - Crash! Gekitotsu! Akai no shiroi no ayashii no! – "Crash! Collisione! Il rosso, il bianco, il sospetto!" | 21 aprile 1995    | 15 agosto 1997    |
| 3  | Lina accetta di far entrare lo sconosciuto e comincia la trattativa d'affari, ma dopo aver chiesto una cifra esorbitante per il tesoro misterioso, Lina decide di rifiutare la vendita, poiché la faccenda è troppo losca e l'oggetto potrebbe nascondere un mistero ancora più proficuo; prima di ritirarsi l'uomo mascherato rivela il proprio nome, Zelgadis Greywords, e dichiara che d'ora saranno nemici. Lina e Gourry proseguono il viaggio e in una foresta vengono presi in un'imboscata, dopo un po' Lina si astiene dalla lotta e lascia tutto in mano Gourry, che li sgomina; ma poi chiede spiegazioni e si accorge che Lina è rimasta ferita e si sta riprendendo. Trovano riposo e rifugio in una locanda ma durante la notte subiscono un nuovo attentato, finché non vengono salvati da Rezo il Prete Rosso, uno dei Cinque Saggi del regno, che rivela la vera natura di Zelgadis e il suo terribile scopo: risvegliare il Re dei Demoni Shabranigdu. È per questo che gli occorre la statuetta di Oricalco, Rezo si offre di custodirla ma Lina rifiuta, decisa a fare da esca. |                   |                   |
| 4  | I poteri addormentati / Dash! Scappiamo! Non riesco a usare la magia? 「Dash! 逃げろ!魔法が使えない?」 - Dash! Nigero! Mahō ga tsukaenai? – "Maledizione! Scappa! Non sono più capace di usare la magia?" | 28 aprile 1995    | 16 agosto 1997    |
| 4  | Lina e Gourry partono dalla locanda, la giovane maga avverte il compagno che a causa delle sue scarse condizioni fisiche non sarà in grado di usare i suoi poteri per qualche giorno; lui capisce che la causa è il ciclo mestruale e ne nasce un battibecco. Un poco più avanti vengono presi in un'imboscata da Zelgadis, Rodimus e il lupo dal pelo verde. I due sono costretti a separarsi e Lina affronta un duro scontro con Zel, che non comprendendo come mai non usi la magia a piena potenza si dimostra spietato, la sconfigge e la rapisce. |                   |                   |
| 5  | Uno strano pesce / Il bacio dell'uomo pesce / Escape! Noonsa il focoso uomo pesce! 「Escape! 炎の半魚人ヌンサ!」 - Escape! Honō no hangyojin Nunsa! – "Fuga! Nunsa, il mezzo uomo pesce!" | 5 maggio 1995     | 18 agosto 1997    |
| 5  | Lina si sveglia prigioniera dei nemici che cercano di ottenere informazioni sulla statuetta di Oricalco, tra torture, minacce e insulti Lina non cede. Zelgadis dopo aver udito uno strano scampanellio durante la notte, la libera e la conduce al sicuro ma i due vengono improvvisamente raggiunti da Rezo il Prete Rosso. |                   |                   |
| 6  | Chi è il vero nemico? / Focus! Il vero nemico è Rezo? 「Focus! 本当の敵はレゾ?」 - Focus! Hontō no teki wa Rezo? – "Messa a fuoco! Il vero nemico è Rezo?" | 12 maggio 1995    | 19 agosto 1997    |
| 6  | Lina e Zelgadis, affrontano in combattimento Rezo che rivela parte della sua malvagità e delle sue vere intenzioni. Zel, dopo un breve racconto del suo passato, ottiene la fiducia di Lina e i due superano insieme una serie d'imboscate da parte dei sottoposti del Prete Rosso, indignato per il tradimento subito. |                   |                   |
| 7  | La leggendaria Spada di Luce / Give up ora? Ma appare la spada che dà morte sicura!! 「Give Up寸前? 出た必殺の剣っ!!」 - Give Up sunzen? Deta hissatsu no ken!! – "Arrenditi ora! Appare la spada immortale!!" | 19 maggio 1995    | 20 agosto 1997    |
| 7  | Dopo essere stati raggiunti da Gourry, Lina e Zel continuano a sfuggire ai sicari di Rezo, ai quali si è aggiunto un pericoloso demone da lui evocato. Mentre Zel affronta numerosissimi Troll e i suoi vecchi compagni, Gourry e Lina sono costretti ad affrontare il demone all'apparenza invincibile, ma poi stupendo tutti, Gourry rivela la vera natura della sua arma che altri era che l'Antica e inestimabile Spada di Luce e facilmente lo sconfigge. Dimostrando una notevole fedeltà a Zel, al gruppo si uniscono anche Zolf e Rodimus. |                   |                   |
| 8  | Il risveglio / Il risveglio del gran demone / Help! La resurrezione di Shabranigdu! 「Help! シャブラニグドゥ復活!!」 - Help! Shaburanigudu fukkatsu!! – "Aiuto! La resurrezione di Shabranigdu!!" | 26 maggio 1995    | 21 agosto 1997    |
| 8  | Rezo invita il gruppo a raggiungere la sua Torre per consegnargli la Pietra Filosofale, con il ricatto di tramutare in pietra ogni essere umano che sia in grado di raggiungere con i suoi poteri. Lina e gli altri decidono di accontentarlo, una volta arrivati Rezo incanta Zel perché li affronti e li tenga impegnati mentre lui compie il Rito di Risveglio, che riesce. Il Re Demone si libera dalla sua prigione, gli occhi senza vista di Rezo, il Prete Rosso, e smembra il suo corpo ritornando corporeo. |                   |                   |
| 9  | Prima dello scontro decisivo / Impact! La vigilia del minaccioso scontro decisivo!! 「Impact! 脅威の決戦前夜!」 - Impact! Kyōi no kessen zen'ya! – "Impatto! La pericolosa vigilia della battaglia finale!" | 2 giugno 1995     | 22 agosto 1997    |
| 9  | Shabranigdu uccide Zolf e Rodimus che hanno tentato di affrontarlo, mentre Lina, Gourry e Zel scappano e trovano rifugio in una città vicina dove si ristorano e cercano una soluzione per eliminare il Re Demone. La battaglia sembra inutile, egli è immune alla Magia Nera e in apparenza anche a quella Bianca, l'unica flebile speranza sembra rimasta nella Spada di Luce. Dopo averne discusso il gruppo si appresta ad affrontarlo mentre sul mondo già comincia a manifestarsi la sua influenza malefica. |                   |                   |
| 10 | La grande battaglia / Jackpot! Grande azzardo di vittoria o sconfitta! 「Jackpot! のるかそるかの大バクチ!」 - Jackpot! Noru ka soru ka no ō-bakuchi! – "Vincita! Grande imbroglio per vincere o perdere!" | 9 giugno 1995     | 23 agosto 1997    |
| 10 | Lina, Gourry e Zel affrontano Shabranigdu ma sia la Magia Nera, sia la Magia Bianca falliscono. Il Re Demone evoca e scaglia loro contro una serie di creature mostruose, Zel rimane ferito e mentre Lina li abbatte, Gourry utilizza la Spada di Luce contro Shabranigdu che però blocca il colpo con la sola forza di una mano. Il demone decreta la fine dell'umanità per sua mano e Gourry in un momento di pericolo passa la sua Spada a Lina, Zel fa appello allo spirito di Rezo imprigionato che risponde all'invocazione bloccando il demone nel suo corpo mutato. Lina infonde alla Spada di Luce la forza del più potente incantesimo della Magia del Caos: Giga Slave in cui Rezo influisce anche la sua forza, Shabranigdu è sconfitto o meglio una delle sue 7 parti sparse per il mondo. Il gruppo si dirige alla città di Atlas con la consapevolezza che probabilmente, Rezo aveva il demone in corpo da così a lungo, che questi aveva influenzato le sue azioni e il suo animo.                                                                                                  |                   |                   |
| 11 | Guai nella famiglia reale / Knock out! I disordini della famiglia Sailoon! 「Knock Out! セイルーンお家騒動!」 - Knock Out! Seirūn oie sōdō! – "Fuori combattimento! La ribellione della famiglia Seyruun!" | 16 giugno 1995    | 25 agosto 1997    |
| 11 | Lina e Gourry scoprono che un principe in incognito passerà per una certa via e la maga si intestardisce nel volerlo incontrare e farsi sposare, dopo qualche ora Gourry stufo si dirige alla più vicina città e lungo la via incontra una ragazzina di nome Amelia, fissata con la pace e la giustizia, agile e capace maga che vuole ritrovare suo padre e decide di aiutarla. Lina demoralizzata s'imbuca in una locanda e qui viene ingaggiata per sgominare una banda di mostri proprio dal bruttone, energumeno reale: Philionel di Seyruun e dal suo accompagnatore. I tre si dirigono alla grotta e dopo aver superato vari ostacoli arrivano al capobanda che si rivela essere l'accompagnatore e parente, che vuole rubargli il trono, Lina sta per affrontarlo quando compaiono Gourry e la ragazzina, che si rivela Amelia Wil Tesla Seyruun figlia del principe, e insieme al padre sgomina la banda, il parente e la grotta. Lina e Gourry decideranno di accompagnarli al loro regno per avere la ricompensa del lavoro svolto.                                                      |                   |                   |
| 12 | Lezioni di magia / Lovely! L'addestramento magico di Amelia 「Lovely! アメリアの魔法修行」 - Lovely! Ameria no mahō shugyō – "Incantevole! L'allenamento magico di Amelia" | 23 giugno 1995    | 26 agosto 1997    |
| 12 | Lina, Gourry, Amelia e Philionel viaggiano insieme per arrivare al Regno di Seyruun e si scontrano con un gruppo di banditi; nello scontro Lina fa sfoggio della sua potenza e Amelia si intestardisce nel voler imparare il Dragon Slave. Dopo varie lezioni inutili il gruppo deve vedersela con una marea di dispettosi spiriti maligni liberati da Lina per sbaglio, sara Amelia a risolvere la situazione. |                   |                   |
| 13 | La taglia / Money! Stendete quei cacciatori di taglie!! 「Money! 賞金稼ぎをブチのめせっ!!」 - Money! Shōkin kasegi o buchinomese!! – "Soldi! Elimina i cacciatori di taglie!!" | 30 giugno 1995    | 27 agosto 1997    |
| 13 | Lina, Gourry, Amelia e Philionel giungono nella città di Seyruun, tappezzata di manifesti da ricercati con le facce di Lina, Gourry e Zelgadis. Amelia non perde tempo e cerca di catturargli, come ogni altro manigoldo o cacciatore di taglie, e Lina giura vendetta ma vengono entrambi catturati da Amelia, uno spadaccino di nome Zangulus e dal suo compagno mago. Nonostante l'anello maledetto che le hanno messo, Lina riesce comunque ad usare la magia e ad evadere, poi ingaggiano battaglia con i due cacciatori e per caso ne escono vincitori. Lina e Gourry si dirigono verso Sailarg, e Amelia decide di seguirli. |                   |                   |
| 14 | Presi per la gola / Navigation! Biglietto d'invito a Sairaag! 「Navigation! サイラーグへの招待状!」 - Navigation! Sairāgu e no shōtaijō! – "Navigazione! Invito per Sailarg!" | 7 luglio 1995     | 28 agosto 1997    |
| 14 | Lina, Gourry e Amelia continuano il loro viaggio verso Sailarg, braccati ancora da Zangulus e dal mago Vrumugun, che hanno messo una banda di banditi sulle loro tracce. Stanchi e indeboliti soprattutto dalla mancanza di cibo, i tre sfuggono prima ad un agguato all'interno di una grotta, poi proseguono il loro viaggio su una zattera seguendo il corso di un fiume. Zangulus e Vrumugun si pongono di nuovo sulla loro strada, ma dopo un duro scontro vengono sconfitti dal Dragon Slave di Lina. |                   |                   |
| 15 | Sposa per finta / Oh no! Il capriccio nuziale di Lina? 「Oh no! リナの結婚狂想曲?」 - Oh no! Rina no kekkon kyōsōkyoku? – "Oh no! Il matrimonio di Lina?" | 14 luglio 1995    | 29 agosto 1997    |
| 15 | Lina e gli altri incontrano Harris, un ragazzo che sta cercando moglie per sfuggire a una crudele strega, Carry. Quest'ultima vuole costringerlo a sposare la sua ultima figlia per impossessarsi del suo immenso patrimonio. Harris convince Lina a fingersi la sua promessa sposa e a inscenare un finto matrimonio, ma Carry non ci casca e durante la cerimonia svela l'inganno. Intervengono anche Zangulus e Vrumugun, e si scatena un enorme pandemonio, alla fine Lina e gli altri riescono a scappare dopo aver distrutto la casa di Harris, e senza aver ricevuto da lui la ricompensa pattuita. |                   |                   |
| 16 | Finzione o realtà? / Passion! L'ardore adolescenziale sul palcoscenico? 「Passion! 舞台にかける青春?」 - Passion! Butai ni kakeru seishun? – "Passione! La giovinezza sul palcoscenico!" | 21 luglio 1995    | 30 agosto 1997    |
| 16 | Lina, Gourry e Amelia si imbattono in una compagnia di attori di strada, e vengono obbligati dal capocomico ad entrare nel cast del loro prossimo spettacolo: "La fine della crudele Lina, nel nome della pace e della giustizia." Amelia ottiene il ruolo della protagonista, mentre Lina e Gourry recitano con il costume di un dragone, non senza difficoltà. Durante lo spettacolo, irrompono Zangulus, Vrumugun e i loro scagnozzi, che trasformano la recita in una battaglia reale. Comunque, Lina e gli altri riescono a battere gli avversari e a far credere al pubblico che si tratti solo di uno spettacolo, ottenendo applausi e il ringraziamento del capocomico. |                   |                   |
| 17 | Il mostro marino / Question? Proposta di matrimonio a quella ragazza! 「Question? あの娘?にプロポーズ!」 - Question? Ano ko? Ni Puropōzu! – "Questione! Fidanzarmi? Con lei!" | 28 luglio 1995    | 1º settembre 1997 |
| 17 | Per sfuggire alle bande che continuano ad attaccarli per la loro ricompensa, Lina, Gourry e Amelia decidono di travestirsi: le due maghe da bambine, e il povero spadaccino da donna! Per raggiungere la prossima città bisogna attraversare il mare, ma nessuno osa farlo a causa di un drago marino che uccide chiunque osi affrontarlo. Volun, uno spadaccino un po' spaccone, si innamora a prima vista di Gourry travestito e decide di portare i tre sulla sua nave. Durante il viaggio chiede al ragazzo di sposarlo, causandogli più di un imbarazzo. Alla fine il drago appare, e nessuno sembra in grado di sconfiggerlo, ma alla fine è proprio un'intuizione di Gourry a permettere a Lina di battere il mostro. Il viaggio prosegue, anche se Volun non sembra rassegnarsi all'idea che la sua amata sia un uomo. |                   |                   |
| 18 | Il ritorno di Zeno / Il ritorno del Monaco Rosso / Return! Riappare il chierico rosso! 「Return! 赤法師ふたたび!」 - Return! Aka hōshi futatabi! – "Ritorno! Di nuovo il Prete Rosso!" | 4 agosto 1995     | 2 settembre 1997  |
| 18 | I ragazzi arrivano finalmente a Sailarg, e con il calare della notte si introducono nella città. Qui incontrano Sylphiel, una vecchia conoscente di Gourry (anche se lui ricorda solo che lei è una brava cuoca), che li ospita a casa sua e rivela che chi ha messo le taglie sulle loro teste è una maga di nome Ellis. Lina, Gourry e Amelia si introducono nell'abitazione di Ellis, che rivela di essere un'allieva del Prete Rezo, e li affronta con l'aiuto di Zangulus e Vrumugun. Durante lo scontro quest'ultimo si rivela essere un clone, che può sdoppiarsi e triplicarsi. Lina è in difficoltà, ma all'improvviso riappare Zelgadis ad aiutarla e a svelare che tutte le copie di Vrumugun sono controllate da Ellis. A quel punto, per la sorpresa di tutti, fa la sua comparsa Rezo, il Prete Rosso. |                   |                   |
| 19 | La distruzione di Sailarg / - 「Shock! サイラーグ崩壊!」 - Shock! Sairāgu hōkai! – "Shock! Sailarg crolla!" | 11 agosto 1995    | 3 settembre 1997  |
| 19 | Tutti sono sorpresi di vedere Rezo ancora vivo, e si chiedono se si tratti realmente di lui o di un semplice clone. I poteri del Prete sono comunque incredibile, e solo l'intervento di Sylphiel permette a Lina e agli altri di scappare. Il gruppo cerca di scoprire qualcosa di più sui cloni, ma senza successo. Zelgadis rivela che Rezo era solito custodire il libro con i suoi incantesimi nell'antica Sailarg, e tutti decidono di mettersi alla ricerca di questo luogo. Rezo però appare nuovamente sulla loro strada, e con un potentissimo incantesimo distrugge quasi per intero Sailarg, mentre Lina e gli altri riescono a mettersi in salvo appena in tempo. |                   |                   |
| 20 | Il laboratorio segreto / - 「Trouble! 嵐の半魚人ラハニム」 - Trouble! Arashi no hangyojin Rahanimu – "Guaio! Rahanimu, il mezzo uomo pesce della tempesta" | 18 agosto 1995    | 4 settembre 1997  |
| 20 | Scampati alla distruzione di Sailarg, Lina e gli altri decidono di mettersi alla ricerca del laboratorio segreto di Rezo e di affrontarlo ancora una volta tutti insieme per sconfiggerlo definitivamente. Il Prete, non ancora al massimo delle sue possibilità, ha bisogno di riposo, così Ellis affida a Zangulus, all'uomo-pesce Rahanimu e al suo branco di mostri il compito di contrastare Lina e gli altri. La battaglia è molto dura, ma alla fine Zelgadis uccide Rahanimu e tutti gli altri avversari. Infine, il gruppo scopre finalmente dove si trova il nascondiglio di Rezo. |                   |                   |
| 21 | Il duello / - 「Upset! ガウリイVSザングルス」 - Upset! Gaurii VS Zangurusu – "Confusione! Gourry contro Zangulus!" | 25 agosto 1995    | 5 settembre 1997  |
| 21 | Dopo aver rotto il sigillo al laboratorio di Rezo grazie alla Spada di Luce di Gourry, il gruppo viene separato da un inganno di Ellis. Lina e Sylphiel finiscono in una stanza piena di golem di pietra che le aggrediscono, Zelgadis e Amelia in una grande biblioteca in cui il ragazzo cerca l'incantesimo per riuscire a riavere il suo aspetto di uomo. Gourry si ritrova in un'arena, in cui lo attende Zangulus, deciso a farla finita e stabilire chi di loro è il più forte. Mentre i due si battono, gli altri si riuniscono e battono i golem, assistendo poi allo scontro tra i due spadaccini. Alla fine, Gourry padroneggia al meglio i poteri della Spada di Luce e vince, spezzando la spada di Zangulus ma risparmiandogli la vita. Quest'ultimo rivela a Lina dove si trova la stanza che stanno cercando. |                   |                   |
| 22 | Il tesoro / - 「Vice! 残されしものたち」 - Vice! Nokosareshi monotachi – "Difetto! Le persone lasciate indietro" | 1º settembre 1995 | 6 settembre 1997  |
| 22 | Lina e gli altri scendono fino all'ultimo livello del laboratorio segreto di Rezo, dove trovano Tiba, uno strano demone che somiglia a una gallina, lasciato lì a guardia del posto. Battuto facilmente da Lina, acconsente a guidare i ragazzi nel luogo in cui Rezo conduceva le sue ricerche segrete. Il gruppo si mette a cercare tra i tanti oggetti magici presenti nella stanza per scoprire quale sia l'eredità segreta del Prete. Nel frattempo, Tiba riesce ad indossare una maschera e con questa si trasforma in un uccello gigante e molto potente, rivelando che la sua vera forza era stata sigillata da Rezo, ma che adesso è di nuovo al suo massimo. Lo scontro è duro, ma Lina entra in possesso per puro caso dell'eredità di Rezo, una tavoletta su cui è copiato il suo libro segreto, e con questo potere riesce a distruggere Tiba. |                   |                   |
| 23 | La tavoletta magica / - 「Warning! エリスの執念!」 - Warning! Erisu no shūnen! – "Pericolo! La tenacia di Ellis!" | 8 settembre 1995  | 8 settembre 1997  |
| 23 | Ellis e Rezo entrano in possesso della tavoletta ritrovata da Lina, la quale intanto scopre che il Prete è in realtà una copia creata da Ellis stessa, che non perdona ai ragazzi l'uccisione, secondo lei immotivata, del suo caro maestro. Inoltre, la maga vuole usare la tavola per rompere il sigillo che tiene imprigionato Zanaffer, un leggendario mostro che secoli prima era stato sigillato lì dal possessore della Spada di Luce, e donare i suoi poteri alla copia di Rezo per renderla invincibile. Per tenere impegnata Lina, Ellis riesce a controllare la mente di Gourry e a farlo combattere contro di lei. Alla fine il mostro viene liberato e si unisce a Rezo, che come prima mossa uccide Ellis, liberandosi così del suo controllo. |                   |                   |
| 24 | Il mostro invincibile / - 「X-DAY よみがえる魔獣!」 - X-DAY yomigaeru majū! – "Il giorno X! La magica bestia ritorna!" | 15 settembre 1995 | 9 settembre 1997  |
| 24 | La copia di Rezo rivela finalmente la sua intenzione: con il potere di Zanaffer vuole sconfiggere e uccidere Lina e gli altri per dimostrare di essere più forte del Prete Rosso originale. Per fare questo, Rezo trasferisce il combattimento all'esterno del laboratorio e affronta i suoi avversari con incredibile facilità, respingendo la Spada di Luce che in passato aveva sigillato Zanaffer e il Dragon Slave di Lina. Con aria di sfida invita la maga ad usare il Giga Slave con cui distrusse Shabranigdu, altrimenti ucciderà tutti i suoi compagni. Lina, dopo aver esitato, accetta di usare questa tecnica, ma Sylphiel la ferma perché una tecnica simile, se usata male, può riportare il mondo nel caos. Arrabbiato per il suo intervento, Rezo lancia un colpo contro di lei, ma Lina la salva facendo scudo col suo corpo e rimanendo a terra, gravemente ferita. |                   |                   |
| 25 | L'ultima speranza / - 「Yes!最後の希望 祝福の剣[ブレス·ブレード]」 - Yes! Saigo no kibō [Buresu Burēdo] – "Sì! L'ultimo desiderio di Blessed Blade" | 22 settembre 1995 | 10 settembre 1997 |
| 25 | Lina è in fin di vita, Gourry, Zel e Amelia tengono impegnato Rezo mentre Sylphiel porta via la maga e cerca di salvarla con un disperato incantesimo di guarigione. Anche il padre di Amelia, il principe Philionel, si aggiunge alla battaglia, e con il suo intervento permette in qualche modo agli altri di sfuggire a Rezo e nascondersi nel grande Albero Sacro, che tiene lontano il Prete perché ha il potere di assorbire l'energia malvagia di Zanaffer. Mentre Lina recupera tutte le sue forze, Sylphiel recupera per lei la Spada Sacra, che aveva nascosto da piccola sotto l'Albero Sacro e che deriva dall'Albero stesso, il che le dà un grande potere. Con rinnovata energia, la maga si prepara alla resa dei conti con Rezo. |                   |                   |
| 26 | Vittoria! / - 「Zap! 勝利はあたしのためにある」 - Zap! Shōri wa atashi no tame ni aru – "Zap! La vittoria è mia" | 29 settembre 1995 | 11 settembre 1997 |
| 26 | Rezo cerca di distruggere l'Albero Sacro per evitare che questo possa assorbire il potere di Zanaffer e indebolirlo, Gourry cerca di fermarlo facendo assorbire alla Spada di Luce gli incantesimi di Zel e Amelia. Il ritorno in battaglia di Lina, con la Spada Sacra in pugno, ridà speranza agli altri che si lanciano tutti insieme in un nuovo attacco. Mentre gli altri continuano ad attaccare il Prete con la spada di Gourry potenziata, Lina riesce a trafiggerlo con la Spada Sacra, e Sylphiel guarisce con il suo incantesimo l'Albero Sacro, permettendogli di cancellare l'influenza maligna di Zanaffer. La copia di Rezo muore, consapevole che la sua ossessione di diventare migliore dell'originale l'ha condotto alla morte, e chiede di essere sepolto proprio sotto l'albero. Tutto è bene quel che finisce bene ma non c'è tempo per riposare, perché nuovi pericoli incombono nel regno di Seyruun, e Phil ha ovviamente bisogno dell'aiuto di Lina e degli altri. |                   |                   |

### Slayers Next
| Nº      | Titolo italiano Giapponese 「Kanji」 - Rōmaji - Traduzione letterale | In onda           | In onda           |
| Nº      | Titolo italiano Giapponese 「Kanji」 - Rōmaji - Traduzione letterale | Giapponese        | Italiano          |
| 27 (1)  | Alla ricerca del Trattato di Zoana 「いきなりピンチ! 魔人ゾアメルグスターの恐怖!」 - Ikinari pinchi! Majin Zoamerugusutā no kyōfu! – "Improvvisamente crisi! Il terrore del malefico Zolmaister!" | 5 aprile 1996     | 12 settembre 1997 |
| 27 (1)  | Molti mesi dopo il loro ultimo incontro, i quattro amici protagonisti della prima serie si incontrano quasi per caso nel regno di Zoana. Lina e Gourry sono lì per consultare il Libro Magico di Zoana, un testo antichissimo che viene esposto al pubblico una volta ogni 50 anni. Amelia è stata inviata lì dal padre per negoziare la pace tra i due regni, ma viene fatta prigioniera dalle guardie del regno e da Zelgadis, che è stato assunto come guardia del corpo dal re e da sua figlia, la principessa Martina, con la promessa di poter cercare nel Libro Sacro una formula per recuperare il suo aspetto umano. Lina e Gourry liberano la ragazza, e rivelano a Zel che il libro parla solo della costruzione di golem, per cui questi si sente libero di risolvere gli accordi con il re. Martina risveglia un enorme golem di Oricalco, con cui vuole affrontare i ragazzi, ma perde il controllo del mostro, e Lina decide di distruggerlo con il suo Dragon Slave solo che così facendo rade al suolo anche il castello del re. |                   |                   |
| 28 (2)  | Arriva Zeross / Un losco figuro 「ふざけた神官[プリースト]! その名はゼロス!」 - Fuzaketa Purīsuto! Sono na wa Zerosu! – "Il sacerdote imbroglione! Il suo nome è Xellos!" | 12 aprile 1996    | 13 settembre 1997 |
| 28 (2)  | Lina e gli altri si alleano per continuare il viaggio insieme e recuperare l'Antico Sacro Testo di Magia, ma mentre la maga è in azione per ottenere informazioni alla sua vecchia maniera (pestando le varie bande di ladri), un ambiguo giovanotto, Xellos, si presenta e chiede di unirsi a loro poiché rincorrono lo stesso obbiettivo. Dopo alcune incertezze Lina decide per tutti e accetta, ma Zel non approva e si separano. Il gruppo prima s'infiltra in una banda e poi scoperti scatenano il pandemonio. Zel li segue e recupera la copia delle pergamene, ma Xellos rompe a tutti le uova nel paniere. |                   |                   |
| 29 (3)  | Opposte fazioni 「素敵な商売! 用心棒も楽じゃない!」 - Suteki na shōbai! Yōjinbō mo raku ja nai! – "Bel lavoro! Fare la guardia del corpo non è nemmeno facile!" | 19 aprile 1996    | 15 settembre 1997 |
| 29 (3)  | Giunti a Atlas, Lina e Gourry si separano da Zel e Amelia dopo aver discusso per il luogo in cui pranzare (loro vogliono la carne, gli altri preferiscono il pesce). Entrambi i gruppi vengono contattati per diventare le guardie del corpo personali di due importanti membri dell'Associazione degli Stregoni, i primi di Tarim, i secondi di Demia. I due sono acerrimi rivali, e ordinano alle loro ignare guardie del corpo di contrastare il rispettivo nemico, dando inizio a una serie di dispetti e bassezze. Per risolvere le cose, gli sfidanti decidono di far combattere le guardie del corpo in un duello, ma prima che lo scontri inizi la città viene invasa da mostri provenienti proprio dalle case di Tarim e Demia. Lina e gli altri eliminano i mostri, ma i loro capi vengono arrestati per i problemi causati, lasciando i quattro senza ricompensa. |                   |                   |
| 30 (4)  | Nuove avventure 「いにしえの契約! 不死を求める者!」 - Inishie no keiyaku! Fushi o motomeru mono! – "Antico contratto! La persona alla ricerca dell'immortalità!" | 26 aprile 1996    | 16 settembre 1997 |
| 30 (4)  | In carcere, Tarim e Demia rivelano a Lina di non essere stati loro ad invocare le bestie, e ipotizzano che dietro tutto questo ci sia Halshifom. Questi era una volta il capo dell'Associazione degli Stregoni, ma a causa delle sue ricerche e dei suoi esperimenti sull'immortalità, che sono assolutamente proibiti, era stato denunciato dai due e cacciato dall'Associazione. Lina e gli altri si recano nella vecchia casa dell'uomo per investigare, e lo trovano lì insieme a Tarim e Demia, che per vendetta sta trasformando in pietra. Halshifom si è alleato con un demone di nome Seigram, ottenendo in questo modo l'immortalità e risultando invulnerabile agli attacchi dei ragazzi. Dopo una dura battaglia, Lina riesce temporaneamente a congelarlo, ma per ucciderlo bisogna trovare un modo per renderlo mortale prima che si liberi. Xellos ricompare all'improvviso e rivela che uno dei modi per ottenere questo è distruggere la pietra dell'accordo tra Halshifom e Seigram. |                   |                   |
| 31 (5)  | La pietra del contratto 「残されし愛ゆえに!」 - Nokosareshi ai yue ni! – "Per l'amore lasciato indietro!" | 3 maggio 1996     | 17 settembre 1997 |
| 31 (5)  | Mentre cercano la pietra dell'accordo nella casa, Lina e gli altri devono affrontare nuovamente Halshifom che si è risvegliato. Finiti nei sotterranei, ingaggiano una battaglia con mostruose lumache, che Lina odia tremendamente. Lei e Gourry vengono teletrasportati via da Seigram, che propone alla maga di stringere un patto con lui per diventare immortale, ma lei rifiuta. Fuggiti via, i due trovano il labirinto segreto di Halshifom, in cui scoprono la ragione dei suoi esperimenti: vuole estrarre energia vitale dagli uomini per riportare in vita Rubia, la donna che ama e che è morta durante un suo esperimento. Per farlo vuole utilizzare l'energia di Zel e Amelia, che nel frattempo sono stati catturati. Lina capisce che la pietra è la maschera che indossa Seigram, e riesce a romperla con l'aiuto di Gourry. Subito Halshifom si indebolisce e invecchia, ma l'esperimento ha funzionato e Rubia si risveglia. La donna però non è realmente viva, è come un pupazzo, per questo chiede a Halshifom di ucciderla, così il mago fa saltare in aria il palazzo, morendo insieme a lei. |                   |                   |
| 32 (6)  | La vendetta di Martina 「逃がさない! 執念のマルチナふたたび!」 - Nigasanai! Shūnen no Maruchina futatabi! – "Non voglio lasciarti andare! Ancora l'implacabile Martina!" | 10 maggio 1996    | 18 settembre 1997 |
| 32 (6)  | Martina, la principessa di Zoana a cui Lina ha distrutto il palazzo nel primo episodio, la segue da tempo per vendicarsi di lei. Approfittando di una sosta del gruppo alle terme, si traveste da cameriera e ruba un indumento della maga per gettare un incantesimo su di lei. Per caso, incontra Gourry e si innamora a prima vista di lui per la sua bellezza. A causa della maledizione di Martina, ogni volta che Lina colpisce qualcuno riceve lo stesso danno su sé stessa, anche in proporzioni maggiori, e se usasse la magia sarebbe ancora peggio. Il gruppo affronta Martina per sciogliere la maledizione, e questa scopre quando il suo amato Gourry sia in realtà un gran tonto, perdendo subito interesse per lui. Nello scontro, anche Martina cade vittima della sua stessa maledizione, e alla fine sia lei che Lina riescono a liberarsi dall'incantesimo. |                   |                   |
| 33 (7)  | Prendi il drago per la gola 「びっくり料理[クッキング]! 幻のドラゴンを追え!」 - Bikkuri kukkingu! Maboroshi no doragon o oe! – "Sorpresa di cucina! A caccia del drago leggendario!" | 17 maggio 1996    | 19 settembre 1997 |
| 33 (7)  | Lina e gli altri si fermano in un ristorante che serve un menù costosissimo ed esclusivo, tutto a base di carne di Drago, ma vengono imbrogliati e servono carne di orca e di balena. Il capocuoco, dispiaciuto, promette loro un gustoso pranzetto e li invita a cacciare con lui il Drago che finirà sui loro piatti. La caccia dura un paio di giorni, sotto gli occhi divertiti di Xellos, ma quando l'animale viene ucciso Lina scopre che bisogna aspettare minimo sei mesi prima di mangiare la sua carne. |                   |                   |
| 34 (8)  | Mister X 「永遠なれ! フィルさんが死んだ日?」 - Eien nare! Firu-san ga shinda hi? – "Pratica eterna! Il giorno in cui Phil morì!" | 24 maggio 1996    | 20 settembre 1997 |
| 34 (8)  | Lina e gli altri giungono infine a Seyruun, la capitale del regno di Amelia e di suo padre Phil, dove sperano di trovare la copia del Libro Sacro che stanno cercando. Appena arrivati, però, scoprono che il Principe Phil è stato assassinato durante un agguato, e decidono di aiutare Amelia a cercare gli assassini per vendicare la sua morte. Durante le ricerche sul luogo dell'agguato, vengono attaccati da un Demone e dai suoi sottoposti, ma a sorpresa fa la sua comparsa proprio il Principe Phil, che con l'aiuto della figlia sgomina i nemici. In realtà aveva finto di morire e si era nascosto per scoprire chi fosse l'autore della congiura, ma finora non ha scoperto nulla. |                   |                   |
| 35 (9)  | La rivelazione 「秘められし野望! 衝撃の告白?」 - Himerareshi Yabō! Shōgeki no kokuhaku? – "Ambizione segreta! Confessione scioccante?" | 31 maggio 1996    | 22 settembre 1997 |
| 35 (9)  | Lina, Gourry, Zel, Amelia e suo padre raggiungono Seyruun indenni e qui indagano sui primi due sospettati, il fratello di Phil e suo figlio, e dei loro maghi sottoposti, Kanzel e Mazenda. Mentre i quattro discutono per decidere cosa fare, Lina riceve una lettera da Alfred, il cugino di Amelia che chiede un incontro, durante il quale rivela l'identità del mandante: suo padre. Tuttavia, chiede a Lina e Amelia di non rivelare nulla perché vuole convincere l'uomo a rinunciare ai suoi propositi per evitare una guerra civile. Ma la riunione è spiata da Mazenda, che è un demone e li imprigiona in una realtà astratta da cui Lina esce con ingegno, ritrovandosi al Tempio Sacro. Lina e Amelia attirano il demone all'interno e grazie alla Magia Bianca (rinvigorita dal campo magico prodotto dall'incantesimo di protezione applicato al Regno di Seyruun) la sconfiggono temporaneamente. Mazenda si ritira, ma inaspettatamente congela i poteri magici di Lina. |                   |                   |
| 36 (10) | Rivoglio i miei poteri! 「クセ者ぞろいの珍道中?! 魔力を取り戻せ!」 - Kuse mono zoroi no Chindōchū?! Maryoku o torimodose! – "Tutti i furfanti sono a Chindou? Riguadagno i poteri magici!" | 7 giugno 1996     | 23 settembre 1997 |
| 36 (10) | Lina si reca da un famoso Chirurgo Magico per provare a riavere i suoi poteri ma sulla via incontra Xellos, che afferma di stare aspettando proprio lei, e Martina, che è stata salvata dal mago e si è invaghita di lui. I tre continuano il viaggio insieme e quando arrivano dal famoso Runa, scoprono che è morto un anno prima ma è la sua nipotina Karin a continuare il lavoro. La bimba si offre di aiutarla, ma Martina sabota la pozione curativa e attira contro di loro un branco di demoni. Con Lina spacciata e indifesa è Xellos che salva la situazione. L'abitazione di Runa è distrutta e la cura è impraticabile, così Lina compra quattro Talismani Magici da un riluttante Xellos, mentre inaspettatamente Martina trova una copia del Libro Sacro della Magia. |                   |                   |
| 37 (11) | Una nuova arma 「迫り来る闇の声! 切り裂けラグナ·ブレード!」 - Semari kuru yami no koe! Kirisake Raguna Burēdo! – "La voce dell'oscurità! Corsa per rimettere insieme la Ragna Blade!" | 14 giugno 1996    | 24 settembre 1997 |
| 37 (11) | Xellos spiega che il Libro Sacro della Magia è il ricettacolo degli incantesimi utilizzati dai Cinque Dark Lord. Leggendolo, Lina trova un nuovo potente incantesimo della Magia del Caos, ma prima che possa finire di decifrare l'ultima pagina, il libro prende misteriosamente fuoco. A Seyruun Amelia, Zel, Gourry e Philionel vengono rapiti da Kanzel e Mazenda, con cui ingaggiano una battaglia. Gli Anziani danno l'allarme e Lina accorre, giunta trova la situazione giusta per provare la nuova arma: Ragna Blade. Pur senza riuscire a padroneggiare al massimo la tecnica, riesce a rompere il sigillo con la dimensione alternativa creata dai demoni liberando gli altri. La situazione sembra risolta ma Kanzel rapisce di nuovo Philionel, e Lina capisce che in realtà è lei il vero obiettivo dei demoni. |                   |                   |
| 38 (12) | Colpo di scena 「ドンデン返し? 意外なる真実!」 - Donden gaeshi? Igai naru shinjitsu! – "La fine inaspettata? La scioccante verità!" | 21 giugno 1996    | 25 settembre 1997 |
| 38 (12) | Zel, Gourry e Lina curano le ferite dello scontro, mentre Christofer, il fratello del re, rinuncia al trono e guida le ricerche del Principe, nonostante fosse lui il presunto organizzatore del complotto. Insospettiti, Lina e gli altri tornano da Alfred, suo figlio, e questi dimostra di essere il vero colpevole del complotto, e di volere il trono di Seyruun e poi il dominio sul mondo. Ordina a Kanzel e Mazenda di assassinare Philionel e liberarsi degli altri, ma i demoni non gli obbediscono più e Mazenda lo uccide. I due sollevano in cielo la casa di Alfred per non permettere al gruppo di scappare e dichiarano di volere un'alleanza con Lina: in precedenza dovevano eliminarla per ordine di Garv -il Demone Drago- uno dei Cinque Dark Lord, ma adesso gli ordini sono cambiati. Se non obbedirà, uccideranno Phil, ma a risolvere la situazione arriva Xellos che salva il principe. Comincia la battaglia, e nonostante le difficoltà Lina usa uno stratagemma con Gourry e uccide Mazenda grazie alla Spada di Luce. |                   |                   |
| 39 (13) | Una vittoria per Rina 「墜落寸前! 野望のついえる時!」 - Tsuiraku sunzen! Yabō no tsuieru toki! – "Sull'orlo della caduta! Il momento in cui l'ambizione crolla!" | 28 giugno 1996    | 26 settembre 1997 |
| 39 (13) | Kanzel rinnova la proposta a Lina di dare la sua anima a Garv, ma lei rifiuta e Kanzel mostra a tutti la sua vera forza. Con Lina ancora priva dei suoi poteri, il gruppo subisce gli attacchi del nemico e non riesce a colpirlo a causa della capacità dei demoni di spostarsi attraverso le dimensioni a proprio piacimento. Durante un attacco, Lina precipita nel vuoto facendo disperare impotenti Amelia, Zel e Gourry, ma poi riappare e colpisce Kanzel con il Dragon Slave, spiegando poi gioviale di aver recuperato i pieni poteri con la morte di Mazenda (era lei che glieli aveva congelati), e Gourry la sgrida per lo spavento preso. Tuttavia, pur ferito gravemente, Kanzel non molla e li attacca ancora una volta, mettendoli in difficoltà. Messa alle strette, Lina utilizza la Ragna Blade che può attraversare le dimensioni e finalmente lo uccide. La terra sospesa su cui si trovano, priva del potere dei demoni, rischia di precipitare su Seyruun, ma Lina usa un secondo Dragon Slave, potenziato dai Talismani Magici, e la fa a pezzi. |                   |                   |
| 40 (14) | La danza 「禁断のダンス? 最強呪文はどこだ!」 - Kindan no dansu? Saikyō jumon wa doko da! – "La danza proibita? Ecco dov'è l'incantesimo più potente!" | 5 luglio 1996     | 27 settembre 1997 |
| 40 (14) | Dopo aver scoperto che il grande Garv è stato la causa dei loro ultimi problemi, Lina e gli altri decidono di mettersi alla ricerca del Libro Sacro della Magia per trovare un modo per contrastarlo. Ottengono una mappa che indica il luogo in cui sarebbe custodita una copia del libro, e si mettono alla ricerca del posto, trovando l'inaspettato ostacolo di due sorelle e di un demone inviato lì da Garv. Trovato il libro, Lina e Amelia eseguono quello che credono sia un incantesimo cantando e ballando in costume, ma poi scoprono che si tratta solo di un testo con danze sacre. Furibonda e imbarazzata, Lina distrugge il nemico con il Dragon Slave e regala il libro alle ragazze. |                   |                   |
| 41 (15) | La torre delle bambole 「大激突? 戦いのアルテメ塔」 - Dai gekitotsu? Tatakai no Arteme tō! – "Grande schianto? Artem, la torre delle battaglie!" | 12 luglio 1996    | 23 febbraio 1998  |
| 41 (15) | In una serata tranquilla Xellos racconta un'antica leggenda horror al gruppo: un uomo solitario, che viveva in una torre, rinchiuse lo spirito dell'amata in una bambola per tenerla per sempre con sé. Mentre Amelia e Martina si spaventano, Xellos ipotizza che solo consultando il Libro Sacro della Magia un mortale poteva ottenere un simile potere. Così partono tutti per la suddetta torre, piena di centinaia d'inquietanti bambole, travestiti con ridicoli costumi di carnevale, e vengono sfidati da colui che si presenta come il leggendario proprietario della torre a superare una serie di prove per ottenere il libro. Ma il tutto è solo una trappola congegnata da un demone che vuole Lina, la quale appena scopre la verità riesce a sconfiggere il nemico con l'aiuto di Xellos. |                   |                   |
| 42 (16) | Un torneo speciale 「恨みの魔球! 根性の豪速球!」 - Urami no makyū! Konjō no gōsokkyū! – "Sfera piena di risentimento! La potente sfera della forza di volontà!" | 19 luglio 1996    | 24 febbraio 1998  |
| 42 (16) | Durante un pranzo, Lina viene invitata da uno sconosciuto a partecipare in coppia ad un Torneo di Palla Magica, dove sembra che in palio ci sia una Coppa con incisioni sul Libro Sacro. Il gioco è pericolosissimo e Lina si troverà ad affrontare una potentissima Martina, in coppia con il suo nuovo partner Keith, e a sorpresa anche Xellos con Amelia. La sfida finale vedrà Lina in difficoltà contro Martina perché priva della racchetta giusta, ma quando la maga ritrova la sua racchetta scatena tutta la sua rabbia, finendo per distruggere il campo di gioco. Con le due squadre squalificate, la vittoria va a Amelia e Xellos, che avevano perso la semifinale. |                   |                   |
| 43 (17) | Il regno delle donne 「うわさの彼女はゼルガディス?」 - Uwasa no kanojo wa Zerugadisu? – "La ragazza di cui si vocifera è Zelgadis?" | 26 luglio 1996    | 25 febbraio 1998  |
| 43 (17) | Il gruppo s'infiltra nel Regno di Femminia per cercare una copia del Libro Sacro della Magia, ma gli uomini non sono ammessi e se scoperti di aver varcato i confini vengono uccisi. Zel, Gourry e Xellos sono così costretti a travestirsi da affascinanti donzelle e mantenere la copertura a qualunque costo. Qui Zel fa la conoscenza della principessa con cui stringerà amicizia, ma un insidioso demone renderà il soggiorno meno spensierato. Zel riuscirà a sconfiggerlo, e nel finale si scoprirà che la copia del libro, ancora una volta, non esiste, e soprattutto la principessa è un maschio, come una buona parte della popolazione. |                   |                   |
| 44 (18) | Il tempio di sabbia 「砂の神殿! ギガスレイブの秘密!」 - Suna no shinden! Giga Sureibu no himitsu! – "Il tempio di sabbia! Il segreto del Giga Slave!" | 2 agosto 1996     | 26 febbraio 1998  |
| 44 (18) | Il gruppo, demoralizzato dai continui fallimenti, dispera di riuscire mai a trovare una copia del Sacro Testo, così Xellos a sorpresa rivela di conoscere l'ubicazione del manoscritto originale e porta tutti al Tempio della Sabbia dove innumerevoli, enormi lastre di pietra finemente incise riportano in una lingua arcaica e indecifrabile ogni incantesimo mai creato. Qui fanno la conoscenza della vecchia Aqua, la Custode che li aiuterà recuperare e decifrare le informazioni che cercano, all'interno dell'immenso deserto. Aqua inoltre porta Lina all'Antico Monolite Nero che le mostrerà una visione di cosa accadrebbe al mondo se un giorno perdesse il controllo del Giga Slave. Inaspettatamente poi fa la sua ricomparsa il demone Seigram, già incontrato ad Atlas, e con lui c'è anche il suo padrone, Garv il Demone Drago, uno dei Cinque Dark Lords. |                   |                   |
| 45 (19) | Grazie nonnina 「ついに発覚っ? ゼロスの正体!」 - Tsui ni hakkaku? Zerosu no shōtai! – "Finalmente lo abbiamo scoperto? La vera natura di Xellos!" | 9 agosto 1996     | 27 febbraio 1998  |
| 45 (19) | Garv rivela di essere braccato da Hellmaster Phibrizzo, il Principe degli Inferi, e dagli altri discepoli che lo considerano un traditore del Re Demone, ma soprattutto rivela la vera identità di Xellos, che è un Demone Superiore al servizio di Phibrizzo e almeno per il momento ha il compito di seguire Lina e impedire che lo stesso Garv aumenti i suoi poteri. Poi il gruppo ingaggia battaglia: Xellos affronta Garv e gli altri Seigram, ma gli avversari sono troppo forti. La battaglia sembra persa e mentre tutti si danno alla fuga, Aqua si rivela essere una proiezione dei pensieri di Lagunara, il Re dei Draghi del Mare, che si sacrifica e li teletrasporta in salvo, dopo aver rivelato l'ubicazione dello Spirito del Libro Sacro della Magia. Una volta al sicuro, Martina rinuncia al suo amore per Xellos visto che è un demone, e gli altri decidono di seguire i consigli di Aqua e di fidarsi ancora del mago, almeno per il momento. |                   |                   |
| 46 (20) | La valle dei Draghi 「いくっきゃないっ! ドラゴンの谷を目指せ!」 - Ikukkya nai! Doragon no tani o mezase! – "Dobbiamo andare avanti! Puntiamo verso la valle dei Draghi!" | 16 agosto 1996    | 28 febbraio 1998  |
| 46 (20) | Lina e gli altri sono giunti in un paesino semi-deserto molto vicino alla meta segnalata da Aqua, ma un'insidiosa e labirintica foresta sbarra loro la strada, e purtroppo non conoscono la giusta direzione per attraversarla. A quel punto compare un ragazzino, che dopo aver cercato di derubare Lina da loro informazioni per raggiungere la Vetta del Drago sui Monti Katar in cambio della libertà e di una ricompensa. Prima di giungere sul posto devono attraversare la Valle dei Draghi, una riserva naturale scelta come dimora dai Draghi Dorati Reali e dai Draghi Neri. Un Drago Reale di nome Milgathia sotto "suggerimento" di Xellos li accompagna a destinazione, e invita Lina a seguirlo perché la strada verso il Libro Sacro è difficile da raggiungere per tante persone. Seigram li attacca, ma Xellos e gli altri lo bloccano e permettono a Lina e Milgathia di entrare indisturbati. Con loro entra anche Martina, che si è fatta accompagnare dal ragazzino che in precedenza aveva dato loro le informazioni. |                   |                   |
| 47 (21) | Le due sfere 「千年の真実! 裏切りの魔竜王」 - Sen nen no shinjitsu! Uragiri no Maryūō! – "La verità di un millennio! Il traditore Maryuu-ou!" | 23 agosto 1996    | 2 marzo 1998      |
| 47 (21) | Xellos e Seigram spostano il combattimento in una dimensione alternativa, ma si lasciano indietro un regalino insidioso: due potenti, piccole sfere che attaccano gli altri. Milgathia, nel frattempo, confida a Lina di guardarsi da Xellos e il soprannome che la sua gente gli ha dato, dopo la Grande Battaglia per il confinamento di Shabranigdu avvenuta 1012 anni fa: lo Sterminatore di Draghi. Subito dopo ricompare Aqua che fa apparire lo Spirito del Libro Sacro della Magia, cioè i ricordi e la conoscenza di Lagunara, il Re dei Draghi del Mare, sacrificatosi durante la Grande Battaglia. Con lui, Lina otterrà le risposte a tutte le sue domande, anche le più terribili. Ma poi arriva Garv ,e di nuovo Lina riesce a fuggire solo con l'estremo sacrificio di Aqua. Ritornata nel mondo reale aiuta gli altri a disfarsi delle sfere, ma a tradimento Amelia viene colpita a morte da Seigram, e solo l'intervento di Milgathia riesce a salvarla. Lina e Xellos affrontano e uccidono Seigram con il Ragna Blade, ma poi Xellos viene gravemente ferito da Garv. |                   |                   |
| 48 (22) | Il rapimento 「奪われた光の剣! 魔竜王最後の時!」 - Ubawareta hikari no ken! Maryūō saigo no toki! – "La Spada di Luce rubata! L’ultima ora di Maryuu-ou!" | 30 agosto 1996    | 3 marzo 1998      |
| 48 (22) | Xellos, gravemente ferito da Garv, decide di fuggire, lasciando agli altri il compito di sconfiggere l'avversario. Zel e Gourry affrontano Garv inutilmente per permettere a Lina di riprendere le forze dopo l'uso del Ragna Blade, ma verranno salvati in extremis da Amelia, mentre Milgathia ridà nuove energie a Lina. Quando Amelia si distrae Garv cerca di ucciderla ma Zel si metterà in mezzo rimanendo ferito gravemente. A quel punto sarà Lina a fronteggiarlo con il Ragna Blade, riuscendo a colpirlo e in apparenza a sconfiggerlo. Dopo aver curato Zel e Gourry, Milgathia vola via. La battaglia sembra finita, ma Garv all'improvviso ricompare, per nulla indebolito dal colpo di LIna, così il gruppo sembra senza speranza e si dà alla fuga. A sorpresa, il ragazzino che li ha seguiti fin lì uccide Garv in pochi istanti, senza alcuna pietà, e si rivela essere Hellmaster Phibrizzo, il Principe degli Inferi. Ha pianificato tutto con Xellos, li ha usati come esca per trovare e uccidere Garv, e adesso vuole la magia di Lina per riportare il mondo nel caos, così rapisce Gourry sotto gli occhi impotenti dei suoi amici e li invita a raggiungerlo a Sailarg. |                   |                   |
| 49 (23) | Il Cavaliere Magico 「脅威の魔剣士! 再会の旅路!」 - Kyōi no makenshi! Saikai no tabiji! – "Il minaccioso spadaccino demoniaco! Il viaggio delle riunioni!" | 6 settembre 1996  | 4 marzo 1998      |
| 49 (23) | Lina, Zel, Amelia e Martina decidono di recarsi a Sailarg come ordinato dal ricatto di Hellmaster Phibrizzo, per cercare di liberare Gourry. Sulla strada incontrano Sylphiel, la maga che li aveva aiutati a combattere la copia di Zeno, e dopo averla aggiornata sugli ultimi eventi, anche lei rivela di essere diretta a Sailarg dopo aver sentito alcune voci provenienti dai viaggiatori, che raccontano della morte dell'Albero Sacro e della ricomparsa della città distrutta dal Prete Rosso. Poco dopo, ingaggiano una battaglia senza quartiere contro un misterioso spadaccino mascherato che impugna la Spada di Luce e combatte per Phibrizzo. L'avversario è durissimo, ma in loro soccorso compare Zangulus, lo spadaccino sconfitto da Gourry in passato, che ha ricostruito la sua spada. Mentre lui lo tiene occupato, Lina lo colpisce con il Ragna Blade, rompendogli la maschera e scoprendo così il volto di Gourry. |                   |                   |
| 50 (24) | La città scomparsa 「邪悪なる罠! 幻の死霊都市!」 - Jaaku naru wana! Maboroshi no shiryō toshi! – "La trappola diventa malvagia! La misteriosa città fantasma!" | 13 settembre 1996 | 5 marzo 1998      |
| 50 (24) | Phibrizzo sparisce con Gourry e il gruppo ne approfitta per riposare e aggiornare Zangulus, che però si rifiuta di seguirli nell'impresa, perché preferisce affrontare i nemici da solo. La mattina successiva continuano il cammino e raggiungono Sailarg, scoprendo che non è stata ricostruita, bensì ricreata esattamente com'era prima che il Zeno l'annientasse. Ritrovano a sorpresa anche il padre di Sylphiel, che spiega il mistero: gli abitanti della città sono dei non-morti, riportati in vita da Phibrizzo per qualche suo misterioso desiderio. Lina e gli altri cercano di accedere nel Tempio in cui si nasconde Phibrizzo, ma scoprono che è protetto da una potentissima barriera spazio-temporale. Ci riprovano di notte, ma vengono attaccati dal cielo da una schiera infinita di demoni e da terra dagli abitanti soggiogati da Phibrizzo. Mentre Zel, Amelia e Martina li tengono impegnati, Lina usa il Ragna Balde per distruggere la barriera ed entra nel Tempio con Sylphiel e Zangulus. |                   |                   |
| 51 (25) | Viaggio all'Inferno 「死せる者の魂! リナ最後の決断!」 - Shiseru mono no tamashii! Rina saigo no ketsudan! – "Le anime dei morti! La decisione finale di Lina!" | 20 settembre 1996 | 5 marzo 1998      |
| 51 (25) | Lina, Zangulus e Sylphiel raggiungono Phibrizzo all'interno del Tempio, dove tiene in ostaggio in un gigantesco cristallo le anime degli abitanti di Sailarg e Gourry. Prima è lo spadaccino ad attaccare inutilmente il demone, poi ci provano Lina e Sylphiel con un Doppio Dragon Slave, ma Phibrizzo sopravvive e trasporta lì Amelia, Zel e Martina. Uno dopo l'altro Phibrizzo uccide Amelia, Sylphiel, Zel, Zangulus e Martina per costringere Lina ad usare il Giga Slave con la promessa che se lo sconfigge li riavrà sani e salvi. Lina esita, ma quando Phibrizzo sta per uccidere Gourry decide di usare l'incantesimo, che però sembra sfuggire al suo controllo, facendo piombare il mondo nel Caos. La fine sembra giunta, ma improvvisamente la potenza torna sotto il suo controllo e sovrasta addirittura il potere di Phibrizzo, che attonito scopre che la volontà di Lina è controllata dal gran Signore degli Incubi. |                   |                   |
| 52 (26) | Rina torna tra noi! 「Go to NEXT! そしてまた...」 - Go to NEXT! Soshite mata... – "Go to NEXT! E ancora..." | 27 settembre 1996 | 5 marzo 1998      |
| 52 (26) | Hellmaster Phibrizzo non può nulla contro la superiorità del Sovrano del Caos in persona, così chiede di essere ricongiunto alle tenebre da cui è nato e di portare con sé il Mondo, poiché entrambi hanno lo stesso desiderio, ma il gran Signore degli Incubi non condivide né il potere né il trono, e lo uccide. Il colpo distrugge il cristallo e libera dall'incantesimo le anime degli abitanti di Sailarg, Amelia, Zel, Sylphiel, Zangulus e Martina, che si risvegliano e grazie a Xellos scoprono che il corpo di Lina ora contiene il potere e la volontà del gran Signore degli Incubi e che lei andrà con lui nell'Eterno Mare del Caos poiché questo era il patto stipulato. Gourry rifiuta di accettarlo, segue Lina-Sovrano del Caos e a lui si uniscono tutti gli altri, ma vengono subito sbalzati nuovamente sulla terra. Gourry rimane il solo a seguire Lina, pregandola e supplicandola di restare con lui, ma lei impietosa svanisce. Gourry si dispera, è rimasto solo nel Mare del Caos, e ha perso la persona per lui più importante, ma poi Lina ricompare letteralmente tra le sue braccia e i due si baciano. Quando Lina e Gourry ritornano sulla Terra e incontrano Zel, Amelia e Sylphiel, però, dimostrano di non ricordare nulla di ciò che è accaduto. Martina e Zangulus si sposano e decidono di ricostruire il regno andato perduto. Lina, Gourry, Zel, Amelia e Sylphiel partono nuovamente per una nuova avventura, ma solo dopo che Xellos ha riportato la Spada di Luce e li ha salutati, sicuro di rivederli presto. |                   |                   |

### Slayers Try
| Nº      | Titolo italiano Giapponese 「Kanji」 - Rōmaji - Traduzione letterale | In onda           | In onda        |
| Nº      | Titolo italiano Giapponese 「Kanji」 - Rōmaji - Traduzione letterale | Giapponese        | Italiano       |
| 53 (1)  | Si parte! 「威風堂々?旅立ちの帆をあげろ!」 - Ifū dōdō? Tabidachi no ho o agero! – "La grandezza reale? Stendiamo le vele per il viaggio!" | 4 aprile 1997     | 9 marzo 1998   |
| 53 (1)  | È passato del tempo dalla sconfitta di Hellmaster Phibrizzo e il gruppo di Lina si è momentaneamente sciolto: Amelia è tornata a svolgere il suo ruolo di Principessa di Seyruun, Zel la segue in incognito e cerca ancora una cura per ritornare normale, mentre Lina e Gourry sono al porto di Seyruun, impegnati in un'enorme scorpacciata. Ma tutti i regni sono in fermento: la caduta del Principe degli Inferi ha provocato un impensabile cambiamento, infatti la potentissima Barriera Magica imposta da Shabranigdu, che isolava da più di 1000 anni parte del continente dal resto del mondo, è svanita. Così, i numerosi Sovrani decidono di finanziare una spedizione che avrà il compito di raccogliere informazioni e portare ambasciatori per stipulare trattati di pace con i regni sconosciuti, e gli inviati di Seyruun saranno a capo della flotta. In questo clima, una bellissima ragazza di nome Filia ingaggia Lina, Gourry e Zel per una misteriosa missione, ma non prima di aver messo alla prova la loro forza nella sua vera forma: un Drago Dorato Reale. Lina, Zel, Gourry e Amelia la affrontano sull'Ammiraglia mettendola in fuga con il Dragon Slave, ma nello scontro causano parecchi danni alla flotta e alla città, così "decidono" di proseguire il viaggio verso il nuovo mondo. |                   |                |
| 54 (2)  | La lettera 「半信半疑?故郷からの手紙に!」 - Hanshin hangi? Kokyō kara no tegami ni! – "In dubbio? La lettera dalla città madre!" | 11 aprile 1997    | 10 marzo 1998  |
| 54 (2)  | Dopo 7 giorni di digiuno alla deriva in mare, il gruppo è allo stremo. Mentre Lina e Gourry si contendono un povero gabbiano, Zel comprende che la presenza dell'uccello significa che la terra ferma è vicina, così Lina usa i suoi poteri e mette il turbo alla nave che si schianta nel centro di una città, proprio nel bel mezzo di un saccheggio. Istigato dalla fame, il gruppo fa piazza pulita dei banditi nonostante questi usino nuove armi, bombe e cannoni. Dopo essersi rifocillati, avvistano Filia in volo e la seguono. Lei spiegherà di essere una Sacerdotessa del Fire Dragon King e annuncerà un'apocalittica Profezia(conosciuta come Profezia della Stella Nera), e che Lina è stata prescelta per impedire questa profezia. In realtà la maga è un ripiego, perché inizialmente è stata contattata la sua sorella maggiore, Luna Inverse. Lei, però, è impegnata con il lavoro, così ha inviato una lettera in cui obbliga Lina ad accettare l'incarico senza fare storie. |                   |                |
| 55 (3)  | Una vecchia conoscenza 「傍若無人なアイツはどこへ?」 - Bōjaku bujin na aitsu wa doko e? – "Dove sta andando quel tizio arrogante?" | 18 aprile 1997    | 11 marzo 1998  |
| 55 (3)  | Nonostante gli inviti di Filia, il gruppo sembra interessato a tutto fuorché seguirla al Tempio del Fire Dragon King, il che innervosisce molto la Sacerdotessa. Inoltre, in città compare un misterioso individuo che sembra creare qualche problema, e la cui sola presenza infastidisce non poco Filia. Lina ad un tratto lo vede ed è sicura che si tratti di Xellos, il demone che era al servizio di Phibrizzo, il che non sembra annunciare buone notizie. I banditi che avevano attaccato la città saccheggiano un altro villaggio, dove trovano "una spada conficcata in una roccia" che sembra interessare molto al loro signore, Valgarv. Questi compare mentre Lina e gli altri sono in viaggio e subito ingaggia battaglia con loro. |                   |                |
| 56 (4)  | Un nuovo nemico 「東奔西走!ヤツの狙いはカタキ討ち?」 - Tōhon seisō! Yatsu no nerai wa katakiuchi? – "Andiamo! Quello lì mira alla vendetta?" | 25 aprile 1997    | 12 marzo 1998  |
| 56 (4)  | Valgarv rivela di essere stato un allievo di Garv, il Demone Drago, e di voler uccidere Lina per vendicare la sua morte. Inoltre è interessato alla Gorun Nova, ovvero la Spada di Luce di Gourry, ma a quel punto interviene Xellos che riesce temporaneamente a metterlo in fuga. Valgarv non è fuggito, ha chiesto un'altra arma molto potente, la Lancia di Luce, e si prepara ad affrontare di nuovo Lina e gli altri. Dopo essere stati aggiornati da Xellos (che non sembra andare molto d'accordo con Filia, come normale tra un Demone e un Drago Dorato), questi si dirigono al Villaggio della Sabbia che è stato completamente distrutto. Su ordine di Valgarv, i banditi estraggono la spada nella roccia e risvegliano dei vermi giganti, che svaniscono solo quando questa torna al suo posto. Lina e Gourry affrontano Valgarv, e quando le due armi magiche entrano in contatto la reazione è potentissima, a quel punto interviene Armace, un compagno di Valgarv, e gli ordina di ritirarsi. |                   |                |
| 57 (5)  | La trasformazione 「流言飛語?炎を吐かなきゃ煙は立たぬ?」 - Ryūgen higo? Honō o hakanakya kemuri wa tatanu? – "Falso pettegolezzo? Il fumo dalle fiamme si alza?" | 2 maggio 1997     | 13 marzo 1998  |
| 57 (5)  | Xellos e Filia litigano per gran parte del viaggio a causa delle loro nature opposte, e quando il gruppo fa rifornimento di cibo in una città, Xellos ferisce a parole Filia che fugge sconvolta. Gli uomini di Valgarv rivelano agli abitanti che lei è un drago, e siccome in città tutti hanno paura dei draghi per alcuni eventi passati, Filia viene catturata e usata come ricatto per avere la Spada di Luce. Durante un pubblico processo, viene giudicata colpevole con prove piuttosto ridicole, e nemmeno Lina e gli altri sembrano in grado di liberarla. Sarà Xellos a risolvere la situazione facendo infuriare Filia, che si trasforma in Drago Dorato Reale e distrugge tutto. Il viaggio può ricominciare, anche se il rapporto tra il Demone e la Sacerdotessa non sembra affatto migliorato. |                   |                |
| 58 (6)  | Le rovine mobili 「流浪流転?暴走神殿の旅を!」 - Rurō ruten? Bōsō shinden no tabi o! – "Vagabondaggio? Il folle viaggio in corsa nel tempio!" | 9 maggio 1997     | 16 marzo 1998  |
| 58 (6)  | Dopo ore di viaggio il gruppo si concede una pausa in una piccola cittadina che si staglia su antiche rovine costruite dai Draghi. Gli scagnozzi di Valgarv s'infiltrano e drogano il cibo destinato a loro, ma solo Filia lo mangia e cade sotto il suo influsso, mentre gli altri ne approfittano per seguire Zel all'interno delle rovine. Qui trovano un antico codice inciso sulle pareti, che nessuno riesce a tradurre, nemmeno Xellos. Forse Filia è l'unica in grado di farlo, ma quando lei si sveglia il suo bracciale della Sacerdotessa s'illumina e attiva un antico meccanismo che trasforma le rovine in un treno, la cui destinazione è il Tempio del Fire Dragon King. Peccato che le rotaie corrano sopra molte città, distruggendole al solo passaggio, in più per potersi muovere il treno risucchia i poteri magici e crea qualche difficoltà al gruppo nello scontro con gli scagnozzi di Valgarv. |                   |                |
| 59 (7)  | Il grande saggio 「和平会談?これがドラゴンの神殿か?」 - Wahei kaidan? Kore ga doragon no shinden ka? – "Conferenza di pace? È questo il tempio dei Draghi?" | 16 maggio 1997    | 17 marzo 1998  |
| 59 (7)  | Dopo aver fatto schiantare le rovine contro il Tempio del Fire Dragon King, Lina e gli altri incontrano il Grande Saggio e i Draghi Anziani Guardiani che li invitano a pranzo. Nel frattempo, il Grande Saggio interroga Filia per sapere se è davvero certa che quelle persone siano quelle indicate dalla profezia. Intanto, Valgarv chiede ad Armace perché l'abbia fermato, e questi lo invita a recuperare l'ultima delle Cinque Armi più potenti presenti sul pianeta prima di compiere la sua vendetta. A pranzo concluso, il Grande Saggio mette Lina, Gourry, Zel e Amelia al lavoro per riparare i danni compiuti, e con l'aiuto dei loro poteri e dei Draghi Carpentieri l'ala distrutta viene ricostruita in breve tempo, anche se con qualche tocco di fantasia. Poi vengono convocati davanti al Consiglio dei Draghi Anziani che permette loro di aiutarli con qualche riluttanza, e proprio in quel momento Armace fa la sua comparsa nella Sala. |                   |                |
| 60 (8)  | Inizia l'avventura 「用意周到!計画は動き出した!」 - Yōi shūtō! Keikaku wa ugokidashita! – "Siamo pronti! Il piano è stato totalmente preparato!" | 23 maggio 1997    | 18 marzo 1998  |
| 60 (8)  | Armace rivela di essere un Demone proveniente da un altro mondo intenzionato a portare sulla terra la Dark Star, un'entità che ha la stessa potenza di Shabranigdu. Per mantenere la pace ed evocare questa creature in un altro mondo chiede la Gorun Nova in cambio, e il Grande Saggio accetta nonostante le resistenze di Lina e gli altri. L'arrivo di Valgarv interrompe le trattative e scatena una tremenda battaglia, che vede Valgarv contro Xellos e Lina e gli altri affrontare e mettere in difficoltà Armace. A questo punto, Valgarv rivela ciò che è davvero, un misto tra un Drago Antico e un Demone, e con i suoi poteri ruba la Ragudo Mezegis ad Armace, scomparendo insieme a lui. Nel corso scopriamo il passato di Valgarv: il suo vero nome era Valtier e apparteneva alla specie dei Draghi Perduti, sterminata molti secoli prima dai Draghi Dorati Reali perché ritenuta a torto pericolosa. Trovato per caso da Garv, divenne un suo seguace e fu trasformato da lui in mezzo-demone perché la loro storia era simile. Il gruppo riparte per inseguire Valgarv, e Filia decide di continuare il viaggio con loro, anche per scoprire la verità sulla storia dei Draghi Antichi. |                   |                |
| 61 (9)  | I due regni 「連続発射!戦いの荒磯!」 - Renzoku hassha! Tatakai no araiso! – "Continui attacchi! La scogliera della battaglia!" | 30 maggio 1997    | 19 marzo 1998  |
| 61 (9)  | Baritono e Contralto sono due regni in guerra tra loro, che sorgono uno di fronte all'altro e ogni giorno alle 12.00 in punto si prendono a cannonate, ma senza fare veri danni o vittime. Il motivo della disputa sono due Vasi Magici: ogni città ne possiede uno ma vuole avere anche quello dell'altra perché si dice che, uniti, abbiamo un potere speciale. Impegnati nelle ricerche dell'Ultima Arma, Lina, Filia e Gourry si ritrovano su un fronte, mentre Amelia, Zel e Xellos sono sull'altro. Entrambi i gruppi vengono ingaggiati dai rispettivi eredi al trono per rubare i vasi per far sparire le ragioni di questa guerra e coronare il loro sogno di stare insieme. Scoperti, vengono inseguiti dai due sovrani, e ritrovano sulla loro strada anche gli scagnozzi di Valgarv. |                   |                |
| 62 (10) | Il ponte 「追放覚悟!二人の愛は永遠よね?」 - Tsuihō kakugo! Futari no ai wa eien yo ne? – "La soluzione è l'esilio! La coppia si amerà per sempre, non è vero?" | 6 giugno 1997     | 20 marzo 1998  |
| 62 (10) | Uno degli scagnozzi di Valgarv, Gurabos, affronta Lina e gli altri brandendo la Ragudo Mezegis, ma a sorpresa il potere della lancia viene assorbito e annullato dai due vasi. Xellos rivela che questi sono stati costruiti ben prima della Grande Battaglia contro Shabranigdu, e che hanno il potere di unire la Magia Divina e la Magia Nera, poiché racchiudono in se il potere dei Demoni e quello dei Draghi. In questo modo, il potere della Ragudo Mezegis che deriva dalla Dark Star come quello delle altre Armi Sacre, viene inibito. Gurabos e gli altri non si rassegnano e tentano un nuovo attacco, ma la potenza della lancia sembra sfuggire al suo controllo e rischia di provocare un disastro. Saranno ancora i due vasi ad annullare il suo tremendo potere, e a far ricomparire un ponte per unire e riconciliare (forse) i due regni in guerra. |                   |                |
| 63 (11) | La trappola 「難関突破?男ジラスの底力!」 - Nankan toppa? Otoko Jirasu no sokojikara! – "Un buco nella barriera? La forza di Jiras!" | 13 giugno 1997    | 21 marzo 1998  |
| 63 (11) | Lina e gli altri sono guidati da un misterioso individuo presso un tempio in cui si dice sia costruito un tesoro sacro. Il tempio sorge in cima ad una montagna sacra, in perenne equilibrio come una bilancia sulla cima del monte, e inoltre la magia non funziona in questo luogo. Poiché è un tempio dell'amore, i nostri devono entrare in coppia, ma il sorteggio casuale non soddisfa nessuno (Lina con Zel, Amelia con Gourry, Filia e Xellos si rifiutano di far coppia). All'interno del tempio, altre prove creano equivoci e incomprensioni nel gruppo, ma tutto si rivela opera di Jiras la volpe rossa, che mira a dividere la loro forza per annientarli. Alla fine, in un modo o nell'altro Jiras riesce a mettere le mani sulla Gorum Nova/Spada di Luce e a darsi alla fuga. |                   |                |
| 64 (12) | L'inseguimento 「無我夢中!迷宮の追跡行!」 - Muga muchū! Meikyū no tsuiseki-kō! – "Colpo di scena! All'inseguimento del mistero!" | 20 giugno 1997    | 23 marzo 1998  |
| 64 (12) | L'inseguimento di Jiras prosegue, ma la volpe ha in serbo mille trucchi per riuscire a sfuggire a Lina e agli altri e portare la Gorum Nova al suo signore. Valgarv intanto sta ancora recuperando le forze dopo la trasformazione precedente, il che dimostra che non riesce a padroneggiare bene il suo potere. Il gruppo trova il nascondiglio di Valgarv, che si rivela un enorme labirinto in cui tutti finiscono per perdersi, compreso Jiras. Lina e Gourry trovano per caso Armace, anche lui in fase di recupero, e questi rivela di voler evocare la Dark Star solo per distruggerla. Xellos ricompare davanti a Valgarv sofferente, e gli rivela lo scopo della sua missione: i Demoni vogliono che divenga uno di loro, altrimenti morirà. Filia ascolta di nascosto la loro conversazione. |                   |                |
| 65 (13) | Rivelazione a sorpresa 「一触即発!鍵を握る者!」 - Isshoku sokuhatsu! Kagi o nigiru mono! – "Situazione pericolosa! Qualcuno ha rubato la chiave!" | 27 giugno 1997    | 24 marzo 1998  |
| 65 (13) | Armace rivela che dopo la Grande Guerra il potere della Dark Star ha finito per trasformarlo in un'entità assetata di morte e distruzione. Per sconfiggerlo, ha bisogno di usare le Cinque Armi per dividerlo e annientarlo, come accadde con Shabranigdu, per questo è venuto sulla Terra. Valgarv invece vuole le Armi e il potere della Dark Star per distruggere il mondo ed avere la sua vendetta. Xellos offre a Valgarv la vita di Lina se si unirà ai Demoni, o la morte se rifiuterà. Filia cerca di farlo ragionare, ma il mezzo-demone non vuole sentire nessuno appartenente alle razze che hanno distrutto la sua gente e il suo maestro Garv, così inizia una dura lotta con Xellos. Allo scontro si uniscono anche Lina e Armace, ma Valgarv ha un potere incredibile e riesce ad impossessarsi anche della Gorum Nova. Con questa e con la Lancia si prepara ad aprire il varco e a far arrivare la Dark Star sulla Terra. |                   |                |
| 66 (14) | Arrivano i nostri 「横行闊歩!終わりなき慟哭!」 - Ōkō kappo! Owari naki dōkoku! – "Andatura barcollante! Un lamento senza fine" | 4 luglio 1997     | 25 marzo 1998  |
| 66 (14) | Valgarv conduce tutti al luogo primordiale dove Shabranigdu e Lagunara combatterono il primo scontro tra Luce e Oscurità, sede prescelta per aprire il portale. Scopriamo i nomi delle altre Cinque Armi: Nezar e Bordigar hanno il compito di controllare il passaggio, la Gorun Nova e la Ragudo Mezegis quello di aprirlo, e infine la Galveila di annientare Dark Star. Tutti usano i loro poteri per cercare di contrastare Valgarv, ma niente sembra funzionare, nemmeno il Dragon Slave di Lina. Il mezzo-drago costringe Filia ad usare la Ragudo Mezegis per aprire il portale al suo posto. La Dark Star, Dabranigdu, appare con una potenza terrificante, e per prima cosa divora proprio Valgarv. Come ultimo disperato tentativo, Lina decide di contrastarlo con il Giga Slave, ma all'improvviso compaiono due figure che chiudono il passaggio, e dopo la violenta esplosione che segue Lina si risveglia da sola in mezzo al mare. |                   |                |
| 67 (15) | Rina sull'isola delle meraviglie 「厄難危難?ここは不思議の島!」 - Yakunan kinan? Koko wa fushigi no shima! – "Sfortuna e pericolo? Questa è l'isola misteriosa!" | 11 luglio 1997    | 26 marzo 1998  |
| 67 (15) | Lina si risveglia con un elegante abito addosso e in uno stranissimo posto, in cui passa da un'avventura all'altra, guidata da un misterioso maiale rosa. Questi le dice che si trova in una nuova dimensione, causata dallo scontro tra un Demone e i suoi coraggiosi avversari, che ha finito col distorcere lo spazio. Ma poco dopo Lina capisce che tutte le creature intorno a lei sono marionette manovrate da qualcuno e trova anche Zelgadis con un costume da cavaliere. Furiosa, lancia un Dragon Slave che rivela tutto: lei e Zel si trovano su un'isola in cui c'è un famosissimo parco giochi a tema e lì trova anche Filia, impegnata a divertirsi un po' per distrarsi dallo stress degli ultimi giorni. |                   |                |
| 68 (16) | La nave misteriosa 「喧々囂々!呪われた壺の恐怖!」 - Kenken gōgō! Norowareta tsubo no kyōfu! – "Troppo rumore! Il terrore del complotto bersagliato!" | 18 luglio 1997    | 27 marzo 1998  |
| 68 (16) | Abbandonata l'isola su una bagnarola, Lina, Filia e Zel incrociano una nave misteriosa, e quando salgono a bordo non trovano nessuno. Scoprono che il capitano è stato sigillato in un vaso, e che il vascello è infestato da spiriti maligni che provocano danni ovunque, perciò Lina e Filia decidono di risolvere il problema dietro compenso. La sacerdotessa scopre dal giornale di bordo che il capitano, ossessionato dai vasi antichi, aveva provocato l'affondamento della nave e la morte della ciurma, quindi lo spirito non è altro che il rancore generato dai suoi uomini. Grazie alle preghiere di Filia, lo spirito trova finalmente la pace e può lasciare questo mondo, e altrettanto fa lo spirito del capitano, pure lui morto nel naufragio. Tutto è risolto, così la nave sprofonda negli abissi lasciando nuovamente i nostri alla deriva. |                   |                |
| 69 (17) | ...e vissero felici e contenti 「効果覿面?恋の行方は紙一重!」 - Kōka tekimen? Koi no yukue wa kamihitoe! – "Fa effetto immediatamente? La via per amare è su un pezzo di carta!" | 25 luglio 1997    | 30 marzo 1998  |
| 69 (17) | Amelia si risveglia su un'isola abitata da uomini-pesce, e scopre che è stata salvata da Lila e da suo padre. La ragazza-pesce è innamorata di un essere umano, ma il padre ostacola la loro relazione perché teme che, vista la differenza tra le loro razze, esso possa terminare presto. Consultando testi antichi, Amelia scopre che con un antico incantesimo Lila potrà diventare umana, ma ha bisogno di una giovane esca per ottenere ciò di cui ha bisogno da un mostro marino. Con l'aiuto di Gourry, approdato anche lui sull'isola, tutto va a buon fine, ma si scopre che l'incantesimo, oltre a mutare Lila in un'umana, trasformerà il suo amato in un uomo-pesce. Lui però accetta il suo destino, così la coppia può vivere felice. |                   |                |
| 70 (18) | I paladini della giustizia 「適材適所!正義の里のアメリア!」 - Tekizai tekisho! Seigi no sato no Ameria! – "La persona giusta nel posto giusto! Amelia del villaggio della giustizia!" | 1º agosto 1997    | 31 marzo 1998  |
| 70 (18) | Amelia e Gourry trovano il Villaggio della Giustizia, un luogo in cui si erano raccolti anni prima molti giovani amanti della giustizia e dei nobili ideali. Sfortunatamente, ora gli abitanti sono diventati tutti anziani, e avendo saputo che sono arrivati dei demoni vicino al loro villaggio chiedono l'aiuto ai due ragazzi per poterli sconfiggere. Così Gourry e Amelia si uniscono ai tre Guerrieri della Pace, e li seguono nel loro viaggio, scoprendo però che non c'è nessun pericolo, e che i tanto temuti demoni in realtà sono i loro amici Lina, Filia e Zelgadis. |                   |                |
| 71 (19) | Finalmente riuniti 「三者三様!光の示す先!」 - Sansha san'yō! Hikari no shimesu saki! – "Tre gruppi di persone! La via indicata dalla luce!" | 8 agosto 1997     | 1º aprile 1998 |
| 71 (19) | Il gruppo riunito cerca una via per arrivare al Pilastro di Luce, senza sapere che proprio lì sono riunite Xellos, Armace e le due creature intervenute nello scontro con Dark Star. Per cercare l'Ultima Arma, una di queste crea uno stormo di insetti demoniaci, che cerca tracce dell'arma distruggendo tutte le città che incontra. Lina e gli altri provano a fermarli, così fanno la conoscenza di Elragos, anche lui proveniente dal mondo di Armace ma decisamente meno diplomatico di lui. Nello scontro che segue, interviene anche Jiras che vuole vendicare la morte di Gurabos e Valgarv, e con una nuova bomba potentissima distrugge un'intera città, svelando uno strano pilastro che sembrava attirare gli insetti. |                   |                |
| 72 (20) | L'eroe 「勇者降臨?少女の祈りは誰のため?」 - Yūsha kōrin? Shōjo no inori wa dare no tame? – "Il discendente dell'eroe? Per chi è la preghiera della giovane ragazza?" | 15 agosto 1997    | 2 aprile 1998  |
| 72 (20) | Lina e gli altri giungono in una città che una volta era molto famosa perché ricca di oro e di acqua, ma che ormai è quasi deserta perché entrambe le cose non si trovano più. Lì conoscono Anna, una ragazzina che crede fermamente che, secondo una vecchia profezia, un giorno arriverà in città un eroe che riporterà la vita nel luogo. Per questo, scambia per l'eroe tanto atteso Searius, l'altro compagno di Armace che con Elragos ha impedito alla Dark Star di giungere sulla Terra, che sta svolgendo ricerche per trovare l'Ultima Arma. Mentre Elragos tiene impegnati Lina e gli altri e quasi distrugge la città, Searius scopre un pilastro simile a quello trovato in precedenza, e rivela che questi servono come sigilli magici. Con il suo intervento, inoltre, l'acqua torna a sgorgare in città, dando nuove speranze di vita ad Anna e agli altri abitanti. |                   |                |
| 73 (21) | Un segreto tra i ghiacci 「未開未踏!封じられた歴史!」 - Mikai mitō! Fūjirareta rekishi! – "Incivilizzato e inesplorato! La storia sigillata!" | 22 agosto 1997    | 3 aprile 1998  |
| 73 (21) | Dopo aver osservato i pilastri, Filia conduce Lina e gli altri nelle gelide terre del nord, nei pressi di un Tempio che è situato proprio al centro di questi pilastri ed è coperto da una barriera creata dai Draghi Dorati. Dopo averla eliminata grazie a Filia, i nostri scoprono che il Tempio è stato costruito dai Draghi Antichi, e che al suo interno ci sono migliaia di ossa di questi leggendari animali. Le anime dei Draghi Antichi raccontano la storia di quel popolo: ai tempi della guerra contro i Demoni, essi decisero di non partecipare, e per mantenere la pace sigillarono un'arma potentissima, che avrebbe potuto distruggere la Terra. Temendo che un giorno potessero usare quest'arma contro il mondo, i Draghi Dorati decisero di sterminare i Draghi Antichi. Filia è colpita da questa storia, ma decide di togliere comunque il sigillo all'arma. In quel momento intervengono Elragos e Searius, accompagnati da Xellos che ha in mente qualche oscura trama, e con loro compare anche uno stormo di Draghi Dorati, guidati dal Grande Saggio. |                   |                |
| 74 (22) | L'arco di luce 「永逝永訣!倒れし者への叫び!」 - Eisei eiketsu! Taoreshi mono e no sakebi! – "L'ultimo addio! Il pianto dei morti!" | 29 agosto 1997    | 4 aprile 1998  |
| 74 (22) | I Draghi Dorati attaccano Elgaros e Searius, ma vengono sterminati da questi senza nessuna pietà, davanti agli occhi impotenti di Lina e degli altri. Nel Tempio, il Grande Saggio si confronta con Xellos e con Armace, che vogliono costringerlo a rimuovere la barriera per avere finalmente l'Ultima Arma, Galveila. Il Drago rivela però che la barriera è stata creata dai Draghi Antichi, e che nemmeno lui è in grado di rimuoverla, quindi il Demone lo attacca e cerca di fondere il potere demoniaco con il suo per liberare l'arma. Lina glielo impedisce, e mentre gli altri tengono impegnati Xellos e Armare riesce a spezzare la barriera con il Ragna Blade. Armace le ordina di cederle l'arma, ma viene ucciso da Elgaros perché si era sempre opposto alla sua idea di abbandonare la Dark Star sulla Terra senza curarsi di distruggerla. A quel punto, Xellos sottrae Galveila a Lina e scompare, subito inseguito da Elgaros e Searius. |                   |                |
| 75 (23) | La volpe e la bomba 「問答無用!決戦の地を目指せ!」 - Mondō muyō! Kessen no chi o mezase! – "Niente su cui discutere! La terra della battaglia!" | 5 settembre 1997  | 6 aprile 1998  |
| 75 (23) | Dopo che Filia ha rinunciato ai suoi voti come sacerdotessa per le menzogne che il Grande Saggio aveva raccontato sui Draghi Antichi, Lina e gli altri tornano nel nascondiglio di Valgarv per riattivare il marchingegno che, in passato, li aveva portati fino al Pilastro di Luce. Qui, si scontrano ancora una volta con Jiras, che vuole vendicare il suo signore Valgarv, e con le sue potenti armi, ma Filia riesce a farlo ragionare e a salvarlo da una delle sue stesse bombe, così la volpe decide di aiutarli ad arrivare al Pilastro. Qui, Xellos rivela a Elgaros e Searius il suo vero obiettivo: chiudere per sempre il portale, perché il mondo possono distruggerlo solo i Demoni, non possono permettere che sia Dark Star a farlo. Elgaros non è d'accordo e lo affronta, ma la battaglia si ferma perché il portale è ormai danneggiato e Dubranigdu sta per ricomparire sulla Terra. |                   |                |
| 76 (24) | Un ritorno inaspettato 「推測不能!開かれし禁断の門!」 - Suisoku funō! Hirakareshi kindan no mon! – "Una folle congettura! L'apertura del ponte proibito!" | 12 settembre 1997 | 7 aprile 1998  |
| 76 (24) | Poiché il portale è danneggiato e non può più essere chiuso, Lina e gli altri si uniscono a Xellos, Elgaros e Searius nella lotta per distruggere definitivamente Dubranigdu. Grazie alle Cinque Armi, riescono a dimezzare il potere distruttivo della Dark Star, che comunque rimane immenso, imprigionandone una parte oltre il portale danneggiato. Il gruppo continua a colpire il nemico con tutte le armi, ma questi non sembra subire altri danni, anzi ad un tratto abbandona lo scontro e vola via. Lina e gli altri lo seguono, finché questi non si ferma a sorpresa sopra il Tempio del Fire Dragon King, e un volto conosciuto si rivela a tutti: dalle tenebre di Dubranigdo, compare Valgarv. |                   |                |
| 77 (25) | Una battaglia difficile 「闇の星より出ずる者!」 - Yami no hoshi yori izuru mono! – "Colui che appare al centro della Dark Star!" | 19 settembre 1997 | 8 aprile 1998  |
| 77 (25) | Appena riapparso, Valgarv distrugge il Tempio del Fire Dragon King e uccide il Grande Saggio, che aveva provato a combatterlo. Subito dopo rivela che il suo reale desiderio non è distruggere il mondo, bensì purificarlo da tutto il male che lo pervade e ricrearlo dal principio, insieme con tutte le sue creature. Questo desiderio gli è stato ispirato dalle due entità che vivono nella Dark Star, Dubranigdu e Volphied, entrambe stanche da questa eterna lotta tra Demoni e Dei, quindi ha intenzione di uccidere tutti per permettergli poi di rinascere in una nuova forma pura. Lina non condivide la sua opinione, non vuole che la sua esistenza e tutto quello che ha vissuto venga cancellato, e anche gli altri sono d'accordo, perciò lo scontro ricomincia. La potenza di Valgarv, che ormai è unito con la Dark Star, è davvero terribile, nemmeno il Dragon Slave potenziato da Galveila riesce a ferirlo, poi Valgarv si allontana dalla battaglia, invitando gli altri a fermarlo, se ne sono in grado. |                   |                |
| 78 (26) | Pronti a ricominciare 「TRY again!白く還りし刻!」 - TRY again! Shiroku kaerishi toki! – "Proviamoci ancora! Il momento di rinascere dalla luce!" | 26 settembre 1997 | 9 aprile 1998  |
| 78 (26) | La parte della Dark Star che era stata sigillata rompe definitivamente il portale, e se si unirà a quella che è già presente sulla Terra sarà impossibile fermarla. Per farlo, bisogna trovare Valgarv ed eliminarlo, Filia capisce che questi è diretto al Tempio dei Draghi Antichi per iniziare la distruzione del mondo da lì, e ci conduce il gruppo. Le Cinque Armi colpiscono Dubranigdu in un singolo punto, e questo sembra funzionare, ma Valgarv interviene a proteggere la Dark Star e uccide Elragos che prova ad affrontarlo. Comprendendo finalmente la profezia, Lina ordina ai compagni di disporsi in cerchio attorno a lei, e di fondere con il suo potere quello delle armi sacre, della Magia Sacra di Filia e della Magia Nera di Xellos. Con questo colpo, la Dark Star viene finalmente sconfitta, e anche Valgarv scompare, finalmente libero da tutte le sofferenze che avevano caratterizzato la sua esistenza. La sua però non è una morte, perché rinasce sotto forma di uovo di Drago Antico, e Filia decide che si prenderà cura di lui. Tutto è finito, e il gruppo può separarsi. Searius porta via dalla Terra le Cinque Armi, compresa la Spada di Luce di Gourry, che appartiene al suo mondo. Filia apre un negozio di vasi e mazze chiodate, che gestisce insieme a Jiras e Gurabos, anche lui sopravvissuto, mentre aspetta che l'uovo di Valgarv si schiuda. Amelia torna a svolgere il suo ruolo di principessa di Seyruun. Zelgadis continua a girare il mondo, portando con sé un oggetto che gli ha lasciato Amelia. Anche Xellos riprende a girare per il mondo, almeno fino alla prossima trama. Quanto a Lina e Gourry sono ancora una volta in osteria ad abbuffarsi, e continuano ad andare per il mondo insieme, in cerca di nuove avventure! |                   |                |

### Slayers Revolution
| Nº | Titolo italiano Giapponese 「Kanji」 - Rōmaji - Traduzione letterale | In onda           | In onda         |
| Nº | Titolo italiano Giapponese 「Kanji」 - Rōmaji - Traduzione letterale | Giapponese        | Italiano        |
| 1  | A caccia di pirati 「AMAZING 驚愕のドラグスレイブ!?」 - AMAZING kyōgaku no Doragu Sureibu!? – "Incredibile - Il sorprendente Dragon Slave!?"                                                 | 2 luglio 2008     | 5 ottobre 2009  |
| 2  | Braccio di ferro con la legge 「BECAUSE それはリナ=インバースだから!」 - BECAUSE sore wa Rina Inbāsu dakara! – "Perché - Sei Lina Inverse, ecco perché!"                                     | 9 luglio 2008     | 6 ottobre 2009  |
| 3  | Chi sta rubando gli animali? 「CHASE 終わりなき追走」 - CHASE owari naki tsuisō – "Inseguimento - L'infinita ricerca!"                                                                       | 16 luglio 2008    | 7 ottobre 2009  |
| 4  | Diamo una speranza al mondo! 「DRIFTER 追うか追われるか」 - DRIFTER ou ka owareru ka – "Incostante - Chi sta inseguendo chi?"                                                                | 23 luglio 2008    | 8 ottobre 2009  |
| 5  | Eterno riposo 「ETERNAL 悠久に眠れし森」 - ETERNAL yūkyū ni nemureshi mori – "Eterno - La foresta per sempre addormentata!"                                                                  | 30 luglio 2008    | 9 ottobre 2009  |
| 6  | Festa al villaggio di Rotolo 「FALL ON 奇祭! 珍祭? あの玉を押しあげろ!」 - FALL ON kisai! Chinsai? Ano tama o oshiagero! – "Cadi - Strano festival! Bizzarro festival? Spingi quella palla!" | 6 agosto 2008     | 10 ottobre 2009 |
| 7  | Galeone extra lusso 「GORGEOUS 狙われた豪華客船!?」 - GORGEOUS nerawareta gōka kyakusen!? – "Splendido - Il rivestimento di lusso mirato!?"                                                  | 13 agosto 2008    | 11 ottobre 2009 |
| 8  | Hai i minuti contati, Rina Inverse! 「HURRY UP つっこめっ! いや, つっこむな?」 - HURRY UP tsukkome! Iya, tsukkomu na? – "Sbrigati - Corri attraverso! No, no?"                               | 20 agosto 2008    | 12 ottobre 2009 |
| 9  | Imprigionati nelle segrete 「INSIDER 真実を知るもの!」 - INSIDER shinjitsu o shiru mono! – "Membro - Colui che conosce la verità!"                                                           | 27 agosto 2008    | 13 ottobre 2009 |
| 10 | L'opera del Monaco Rosso 「JUDGMENT 蘇る白銀!」 - JUDGEMENT yomigaeru shirogane! – "Giudizio - L'argento risorge!"                                                                           | 3 settembre 2008  | 14 ottobre 2009 |
| 11 | Il mostro imbattibile 「KEEP OUT しのびよる魔獣!」 - KEEP OUT shinobiyoru majū! – "Allontanati - La bestia demone incombe!"                                                                  | 10 settembre 2008 | 15 ottobre 2009 |
| 12 | Attacco rimandato 「LEGACY 決戦セイルーン!」 - LEGACY kessen Seirūn! – "Eredità - Battaglia decisiva a Seyruun!"                                                                             | 17 settembre 2008 | 16 ottobre 2009 |
| 13 | Il fratello di Zanapher 「MISTY 振り下ろされる刃!」 - MISTY furiorosareru yaiba! – "Nebbioso - Le lame vengono abbattute!"                                                                   | 24 settembre 2008 | 17 ottobre 2009 |

### Slayers Evolution-R
| Nº | Titolo italiano Giapponese 「Kanji」 - Rōmaji - Traduzione letterale                                                                                           | In onda          | In onda          |
| Nº | Titolo italiano Giapponese 「Kanji」 - Rōmaji - Traduzione letterale                                                                                           | Giapponese       | Italiano         |
| 1  | Alla ricerca dell'urna magica 「NEW COMER?新たなる旅立ち!」 - NEW COMER? Aratanaru tabidachi! – "Nuovo arrivato? Inizia una nuova avventura!"                  | 12 gennaio 2009  | 31 ottobre 2009  |
| 2  | Il cavaliere senza testa 「OH MY HEAD!頭はどこだ?」 - OH MY HEAD! Atama wa doko da? – "Oh la mia testa! Dov'è andata?"                                         | 19 gennaio 2009  | 1º novembre 2009 |
| 3  | Una dentro l'altra 「PARTNER! 二人は一心同体?」 - PARTNER! Futari wa isshin dōtai? – "Compagno! Stanno condividendo un corpo?"                                 | 26 gennaio 2009  | 2 novembre 2009  |
| 4  | Il ragazzo padre 「QUALITY TIME?愛ある生活?」 - QUALITY TIME? Ai aru seikatsu – "Tempo di qualità? Una vita amorevole?"                                        | 2 febbraio 2009  | 3 novembre 2009  |
| 5  | Una voce dall'oscurità 「RAIDER! 闇からの声!」 - RAIDER! Yami kara no koe! – "Bandito! Una voce dall'oscurità!"                                                | 9 febbraio 2009  | 4 novembre 2009  |
| 6  | Chi è il bersaglio? 「SEEK! 狙われるのは誰だ!」 - SEEK! Nerawareru no wa dare da! – "Ricerca! Chi è il bersaglio?"                                             | 16 febbraio 2009 | 5 novembre 2009  |
| 7  | Attesa snervante 「TOWN SCAPE 人に作られたモノゆえに」 - TOWN SCAPE Hito ni tsukurareta mono yue ni – "Paesaggio urbano perché è una cosa fatta dalle persone" | 23 febbraio 2009 | 6 novembre 2009  |
| 8  | Un viaggio pericoloso 「UNCOVER 暴かれる闇!」 - UNCOVER Abakareru yami! – "Scoprilo, l'oscurità svelata!"                                                      | 2 marzo 2009     | 9 novembre 2009  |
| 9  | L'urna contesa! 「VOICE 壺の中身は何ですか?」 - VOICE Tsubo no nakami wa nan desu ka? – "Voce, cosa c'è dentro l'urna?"                                        | 9 marzo 2009     | 10 novembre 2009 |
| 10 | L'anima di Zeno 「Wisdom 帰らぬ時を求めて!」 - WISDOM Kaeranu toki o motomete! – "Saggezza, desiderando per i tempi persi per sempre!"                         | 16 marzo 2009    | 11 novembre 2009 |
| 11 | Il principe e l'urna 「Xeno 復活の代償」 - XENO Fukkatsu no daishō – "Xeno, il maestro della resurrezione"                                                     | 23 marzo 2009    | 12 novembre 2009 |
| 12 | Il risveglio del popolo di Traforashia 「YESTERDAYS MEMORY 取り戻した日々」 - YESTERDAYS MEMORY torimodoshita hibi – "Ricordi di ieri: I giorni riacquistati"  | 30 marzo 2009    | 13 novembre 2009 |
| 13 | Il risveglio del Signore delle Tenebre 「ZERO HOUR 滅びゆくもの!」 - ZERO HOUR horobiyuku mono! – "Ora zero! Quelli verso la distruzione!"                     | 6 aprile 2009    | 14 novembre 2009 |